# Миклухо-Маклай Микола Миколайович
Мико́ла Микола́йович Миклу́хо-Макла́й (Миклу́ха) (5 (17) липня 1846, село Малин, Чернігівська губернія, Україна, за російськими джерелами — село Язиково, Новгородська губернія — 2 (14) квітня 1888, Санкт-Петербург) — видатний мандрівник українського походження; антрополог, етнограф, географ; дослідник народів Південно-Східної Азії, Австралії й Океанії; автор близько 160 наукових праць.
Був підданим Російської імперії, але майже все своє свідоме життя провів поза її межами, де й зробив свої знакові дослідження та відкриття. Походив з козацького роду Миклух.

## Життєпис

### Народження
Микола Миколайович Миклуха 5 (17) липня 1846 року наймовірніше народився в Чернігівській губернії України, відповідно до праць сучасних українських дослідників в селі Малин, Чернігівська губернія, Україна, хоча в джерелах радянської доби (і надалі в російських) традиційним місцем народження мандрівника називається село Язиковому Боровицького повіту Новгородської губернії (зараз село без постійного населення в Окуловському муніципальному районі Новгородської області) в родині інженера-залізничника Миколи Ілліча Миклухи. На той час батько Миколи Миколайовича був начальником будівництва ближньої ділянки Петербурзько-Московської залізниці та винаймав для родини кімнати в садибі Рождественське.
Хрещення Миколи відбулося 9 (21) липня 1846 року в Шегринській церкві Миколая Чудотворця священником Іоанном Смирновим. За деякими джерелами хрещеним батьком став Микола Іванович Рідігер (1792—1850) — боровицький поміщик, генерал-майор, учасник війни 1812 року, учасник битви при Бородіно, кавалер Ордена Святої Анни 4 ступеня.

### Походження
Детальніші відомості з цієї теми ви можете знайти в статті Легенда про походження прізвища.
Детальніші відомості з цієї теми ви можете знайти в статті Відомі представники роду.
Батько Микола Ілліч — українець, дворянин, родом із Стародуба Чернігівської губернії, його пращури — славнозвісні запорозькі козаки.
Мати, Катерина Семенівна, походила з мішаної родини зрусифікованого німця С. Ф. Беккера — лікаря, учасника війни 1812 року, підполковника у відставці та польської дворянки Лідії Шатковської.
Стосовно свого походження Миклухо-Маклай зробив нотатки на берегах рукопису нарису про своє життя і подорожі, який йому надав для ознайомлення Е. С. Томассен:
1882 року мандрівник, перебуваючи в Австралії, прокоментував уживання титулу «барон», яким його нерідко нагороджували в пресі:

### Родина

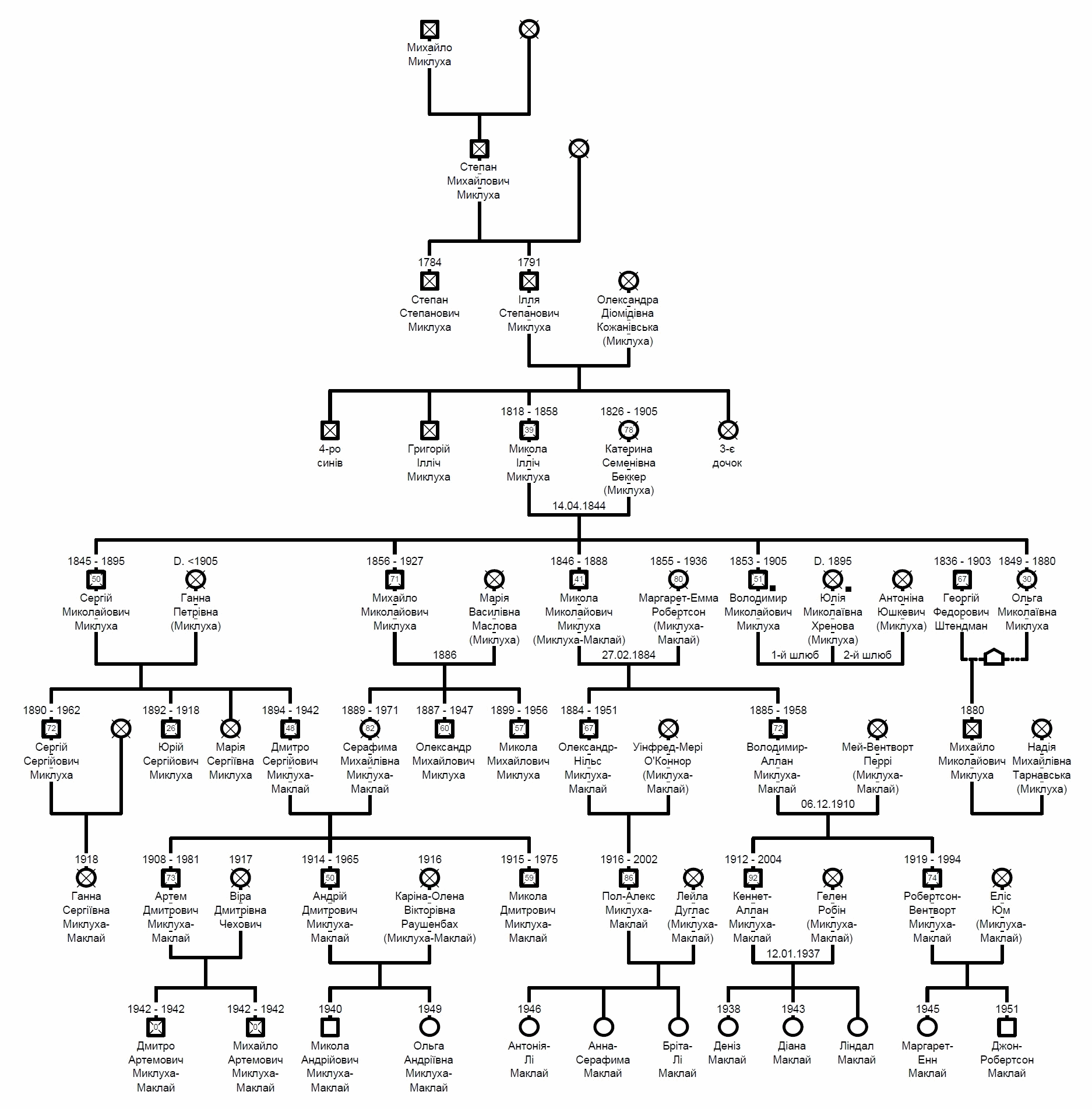
Родовідне дерево Миклух зі Стародубщини.

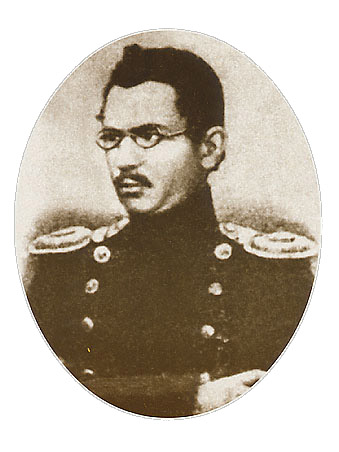
Батько Микола Ілліч Миклуха
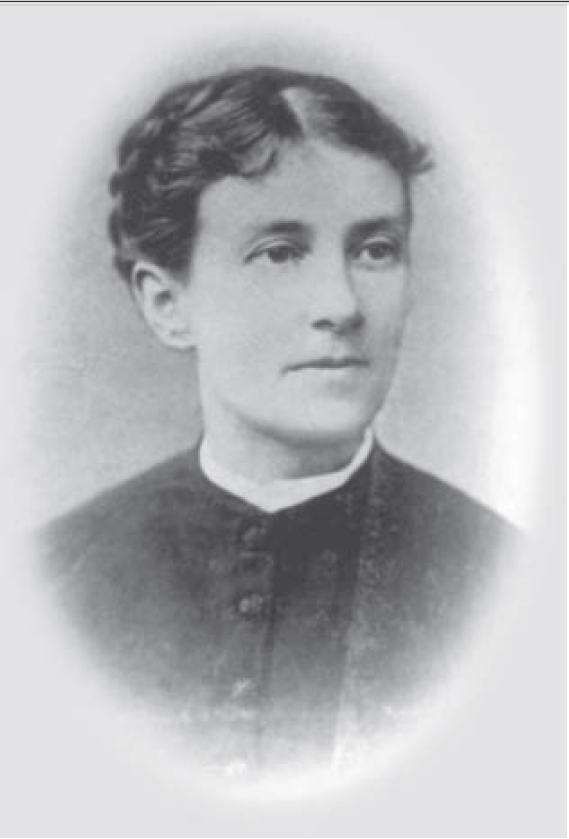
Мати Катерина Семенівна Беккер (Миклуха)

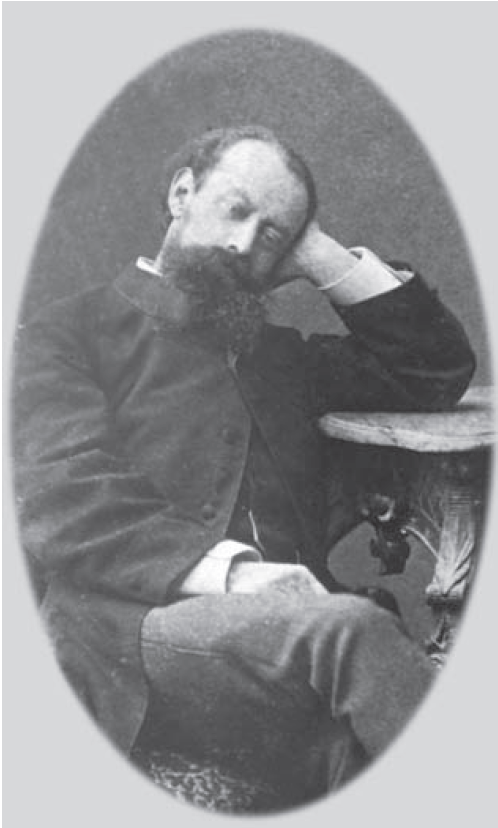
Сергій Миколайович Миклуха
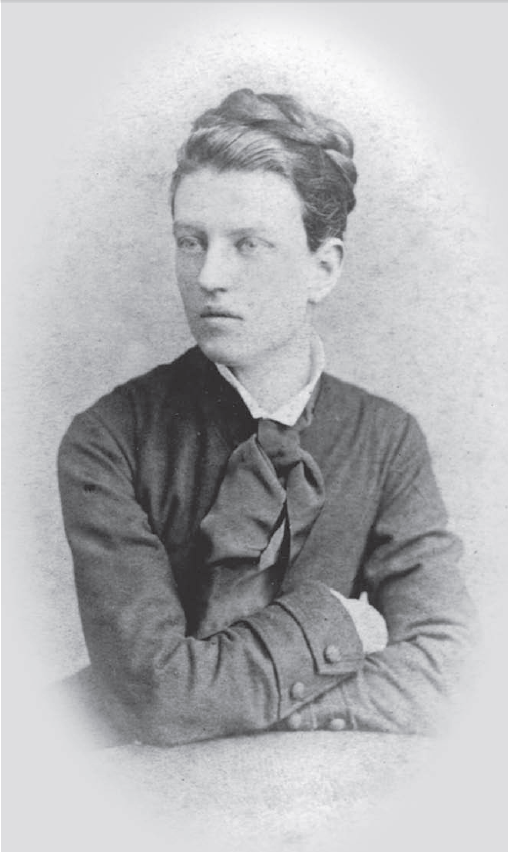
Ольга Миколаївна Миклуха

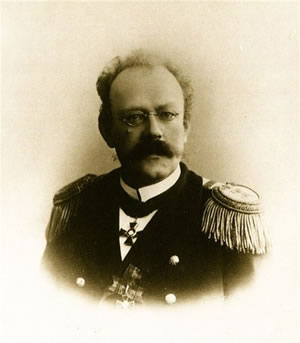
Володимир Миколайович Миклуха
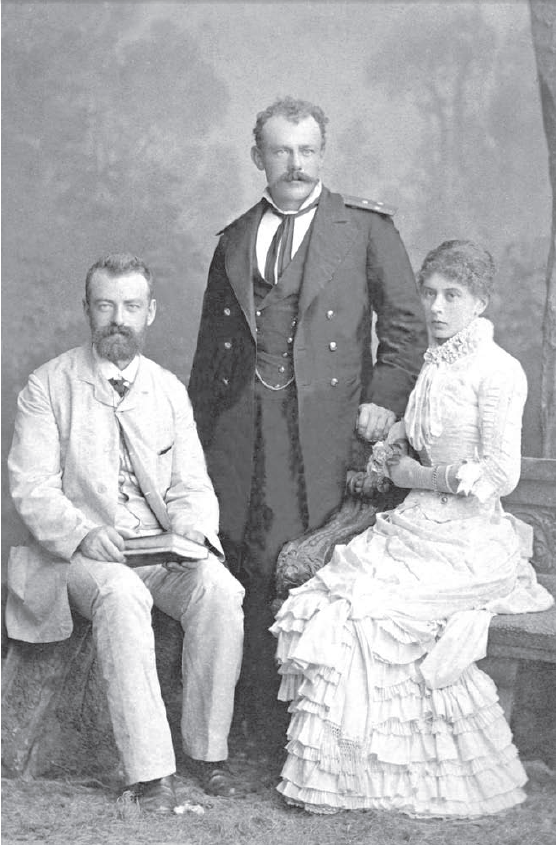
Михайло Миколайович Миклуха (сидить), Володимир Миколайович та його дружина Юлія

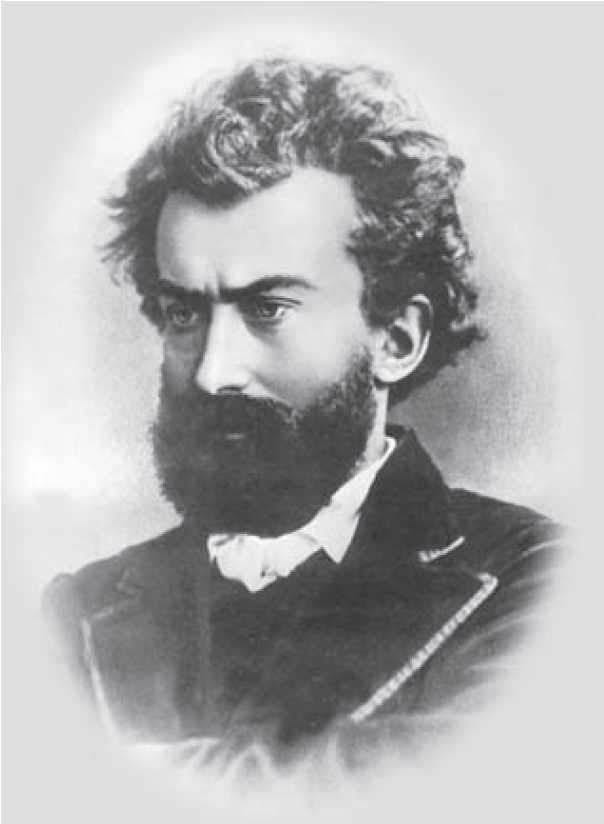
Микола Миколайович Миклухо-Маклай
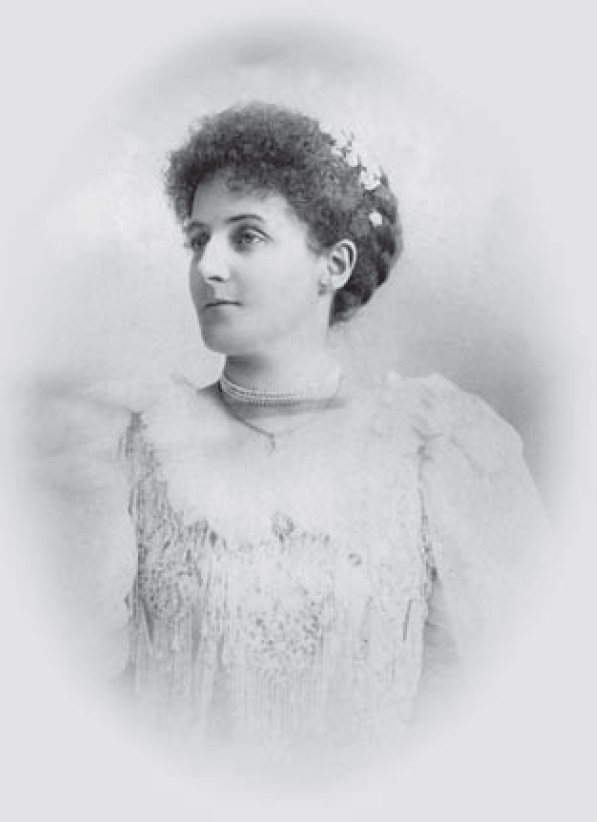
Дружина Маргарет-Емма Робертсон (Миклухо-Маклай)

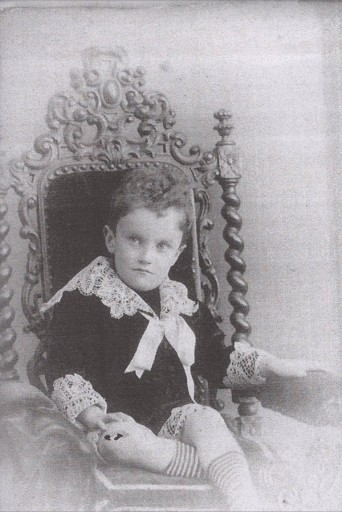
Старший син Олександр-Нільс Миклухо-Маклай
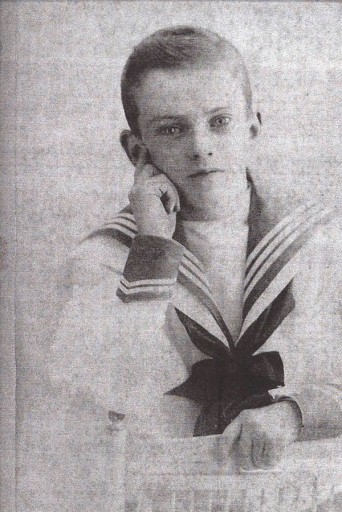
Молодший син Володимир-Аллан Миклухо-Маклай

Микола Миколайович мав трьох братів і сестру:
- старший брат — Миклуха Сергій Миколайович (1845–1895);
- молодші брати — Миклуха Володимир Миколайович (1853–1905) та Миклуха Михайло Миколайович (1856–1927);
- молодша сестра — Миклуха Ольга Миколаївна (1849–1880).

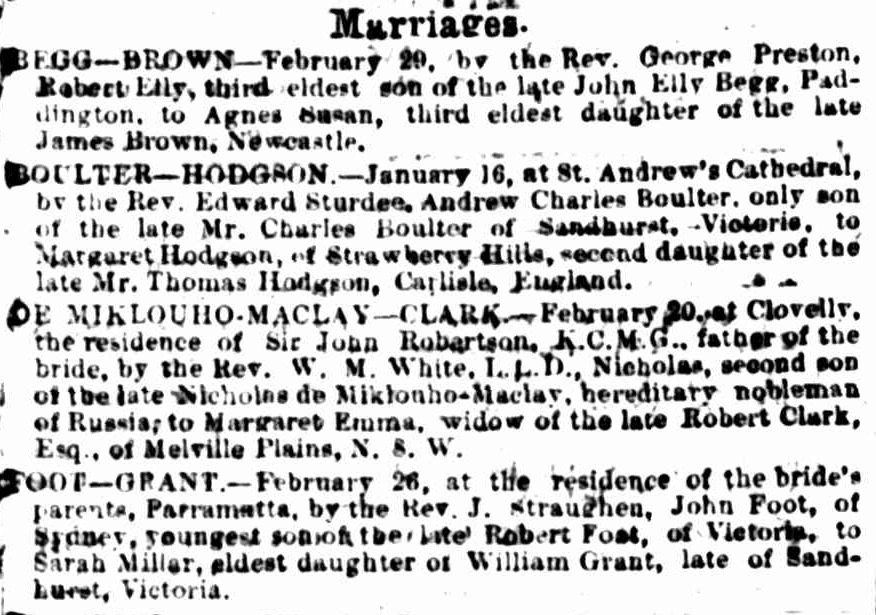
Інформація про шлюб Миколи Миклухи-Маклая та Маргарет-Емми Кларк, «The Sydney Morning Herald» від 5 березня 1884 року.

27 лютого 1884 року одружився в Сіднеї (штат Новий Південний Уельс, Австралія) за пресвітеріанським обрядом з Маргарет-Еммою Робертсон (вдовою есквайра Роберта Кларка) в резиденції «Кловеллі», батька нареченої, сера Джона Робертсона. Шлюб благословив преподобний В. М. Вайт. З Маргарет мав двох синів — Олександра-Нільса (нар. 14 листопада 1884, резиденція «Вайомінг», Новий Південний Уельс) та Володимира-Аллана (нар. 29 грудня 1885 року, резиденція у Вотсон-Бей, Новий Південний Уельс).

### Навчання

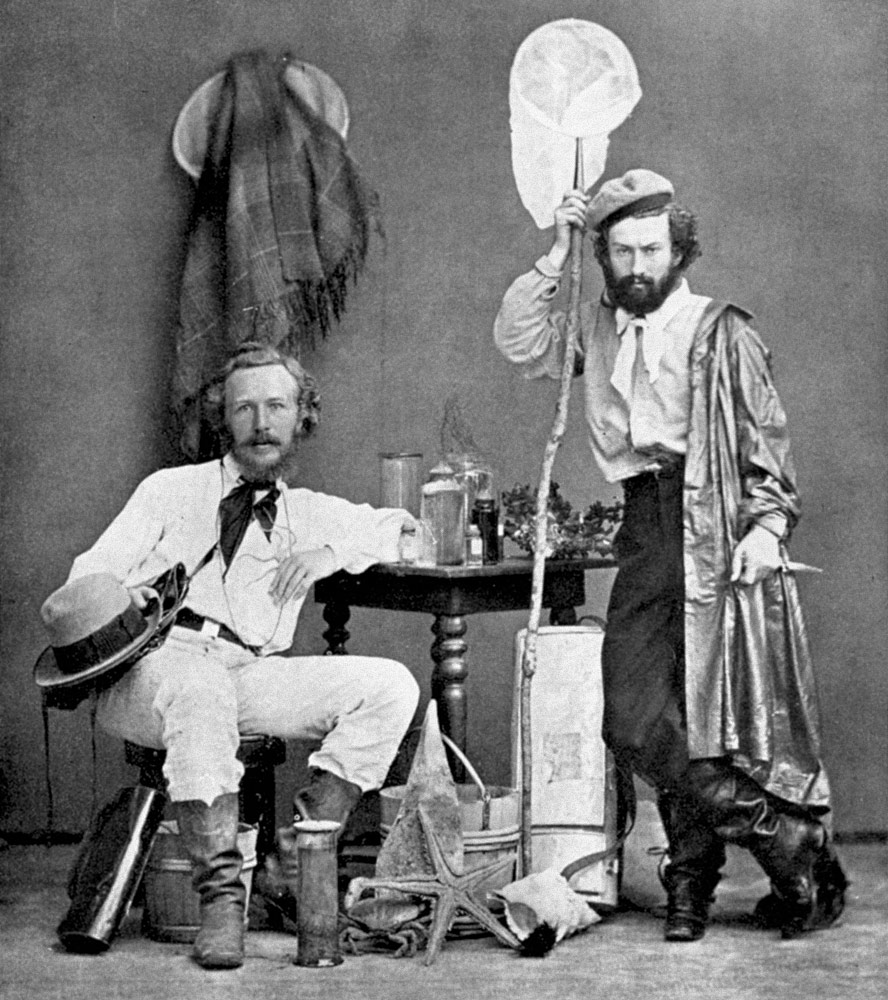
Німецький натураліст Ернст Геккель зі своїм асистентом Миклухою-Маклаєм на Канарських островах, 1866 рік

Здобув добру домашню початкову освіту. У чотирирічному віці навчився читати. До 7 років уже непогано знав латину, французьку та німецьку мови. Однак, попри розвиненість та ерудованість, малого Миколу відмовились приймати навіть до першого класу початкової школи — хлопчик був кволим та, до того ж, ще й дуже заїкався.
1858 року Миколу прийняли до 3-го класу німецької школи при лютеранській кірсі святої Анни в Петербурзі. У 1859—1863 роках навчався у 4–6-му класах Другої Петербурзької гімназії. В жовтні 1861 року разом зі старшим братом Сергієм перебував декілька діб під арештом у Петропавлівській фортеці за участь у студентському зібранні біля Петербурзького університету. Молодих гімназистів врятувало заступництво письменника Олексія Толстого, який свого часу допоміг Миколі Іллічу Миклусі, а потім заприятелював із ним.
Деякий час навчався малюнку в художника І. І. Вауліна.
Не закінчивши гімназії, вступив 1863 року вільним слухачем до Петербурзького університету, але вже в лютому 1864 року за участь у студентському русі його виключили без права вступу у вищі навчальні заклади Російської імперії. У березні того ж року виїхав за підробленим паспортом за кордон та продовжив навчання в Німеччині.
У 1864—1865 роках навчався в Гейдельберзькому університеті на філософському факультеті, відвідував лекції з хімії, медицини та інші. Під час навчання брав участь у діяльності польської спілки емігрантів. У вересні здійснив подорож горами Шварцвальда та Швейцарії. 1865 року навчався на літньому триместрі медичного факультету Лейпцизького університету.
У 1865—1868 роках навчався на медичному факультеті Єнського університету. Заняття з порівняльної анатомії проходили під керівництвом Карла Гегенбаура, зоології — під керівництвом Ернста Геккеля. Працював асистентом при гістологічному інституті Геккеля. Під час навчання здійснив декілька подорожей:
- з вересня 1866 до лютого 1867 років подорожував із Геккелем Швейцарією, Французькою імперією, Іспанською імперією, Португальським королівством на острови Тенерифе та Лансароте (Канарські острови), де досліджував губок і мозок хрящових риб.
- з березня до травня 1867 року пішки мандрував по Марокко, повернувся в Єну через Іспанію та Францію.
- восени 1867 року для роботи з зоологічними колекціями здійснив подорож до Данії, Норвегії, Швеції та Французької імперії. В цей час також зробив спробу взяти участь в експедиції Адольфа Норденшельда — шведського геолога, мінералога та дослідника Арктики.

### Дослідницька діяльність

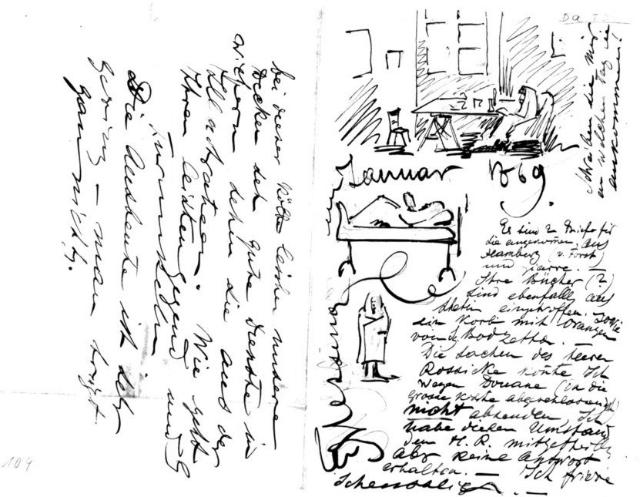
Лист Миклухи-Маклая під час перебування у Мессіні, січень 1869 року

З вересня 1868 до лютого 1869 року в Мессіні проводив порівняльно-анатомічні дослідження разом з німецьким зоологом Антоном Дорном. З березня до травня 1869 року брав участь в експедиції до Червоного моря для збору зоологічних матеріалів, вивчав умови життя арабів. Морем повернувся до Російської імперії в Одесу. Під час плавання бував у Бейруті, Смірні, Константинополі. Влітку того ж року подорожував південним берегом Криму, басейнами Дону та Волги, де збирав матеріали про мозок осетрових риб. У серпні взяв участь у II з'їзді натуралістів у Москві, на якому доповів про мозок химер і повідомив про необхідність створення біологічних станцій. З'їзд підтримав його ідеї й ухвалив рішення про заснування біостанції у Севастополі.
У вересні 1869 року переїхав до Санкт-Петербурга, де працював у Зоологічному музеї Академії наук з визначення і дослідження колекції губок. Зробив доповідь у Російському географічному товаристві (РГТ) про експедицію до Червоного моря. У період з вересня до листопада розробляв план експедиції на Тихий океан для зоологічних і антропологічних досліджень. З листопада 1869 до червня 1870 року працював у Єні над завершенням та виданням монографії «Матеріали з порівняльної неврології хребетних». Подорожував до Лейпцига та Веймара, де зустрівся з Іваном Тургенєвим. Розробляв програму антрополого-етнографічних досліджень в Океанії. Базою для своїх досліджень обрав Нову Гвінею. Отримав грошову субсидію від Російського географічного товариства та дозвіл Олександра II на здійснення експедиції до Нової Гвінеї на корветі «Витязь».

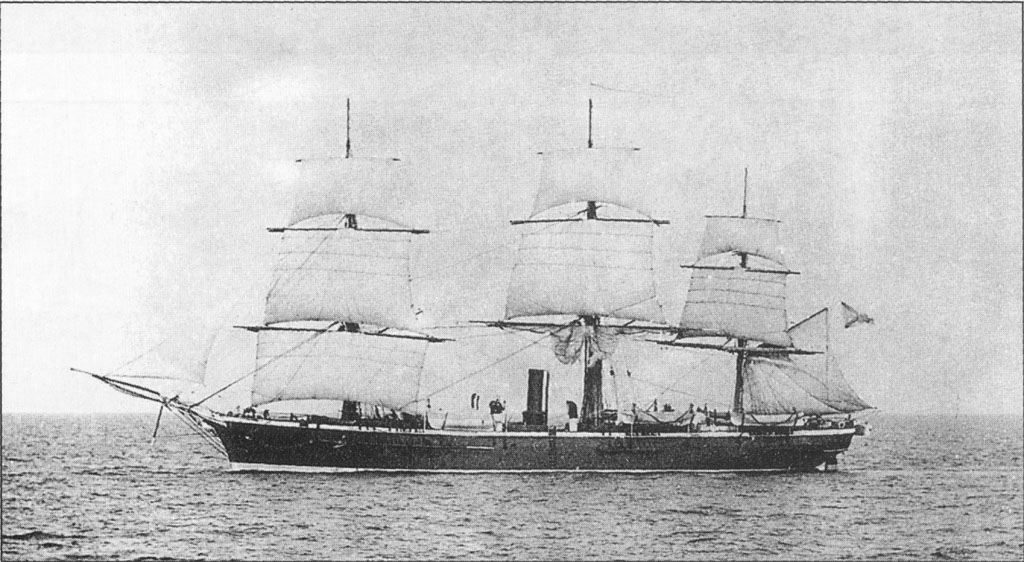
Корвет «Витязь» (з 27 червня 1882 року — «Скобелев»), на якому Миклухо-Маклай здійснив свою першу подорож до Нової Гвінеї у 1870—1871 роках

З квітня до травня 1870 року для встановлення наукових контактів поїхав до Лондона. По дорозі зупинявся у Берліні, Лейдені, Роттердамі, Брюсселі. З липня до жовтня того ж року з метою підготовки експедиції перебував у Петербурзі. У жовтні виступав з «Програмою досліджень» у Російському географічному товаристві. З 27 жовтня (8 листопада) 1870 до 19 вересня 1871 року здійснив свою першу подорож до Нової Гвінеї на корветі «Витязь». Судно вийшло з Кронштадта за маршрутом Данія — Німеччина — Бельгія — Нідерланди — Велика Британія — острів Мадейра — острів Сан-Вісенті (о-ви Зеленого Мису) — Ріо-де-Жанейро (Бразильська імперія) — Магелланова протока — Пунта-Аренас, Талькауано та Вальпараїсо (Чилі; здійснив додаткові подорожі до Сантьяго та гори Аконкаґуа) — острів Пасхи — острів Піткерн — острів Мангарева — Папеете (острів Таїті) — Апіа (острів Уполу) — острів Ротума — острів Нова Ірландія — острів Нова Гвінея. Досягнувши мети плавання, висадився в затоці Астролябія. Під час переходу проводив гідрографічні й етнографічні спостереження.

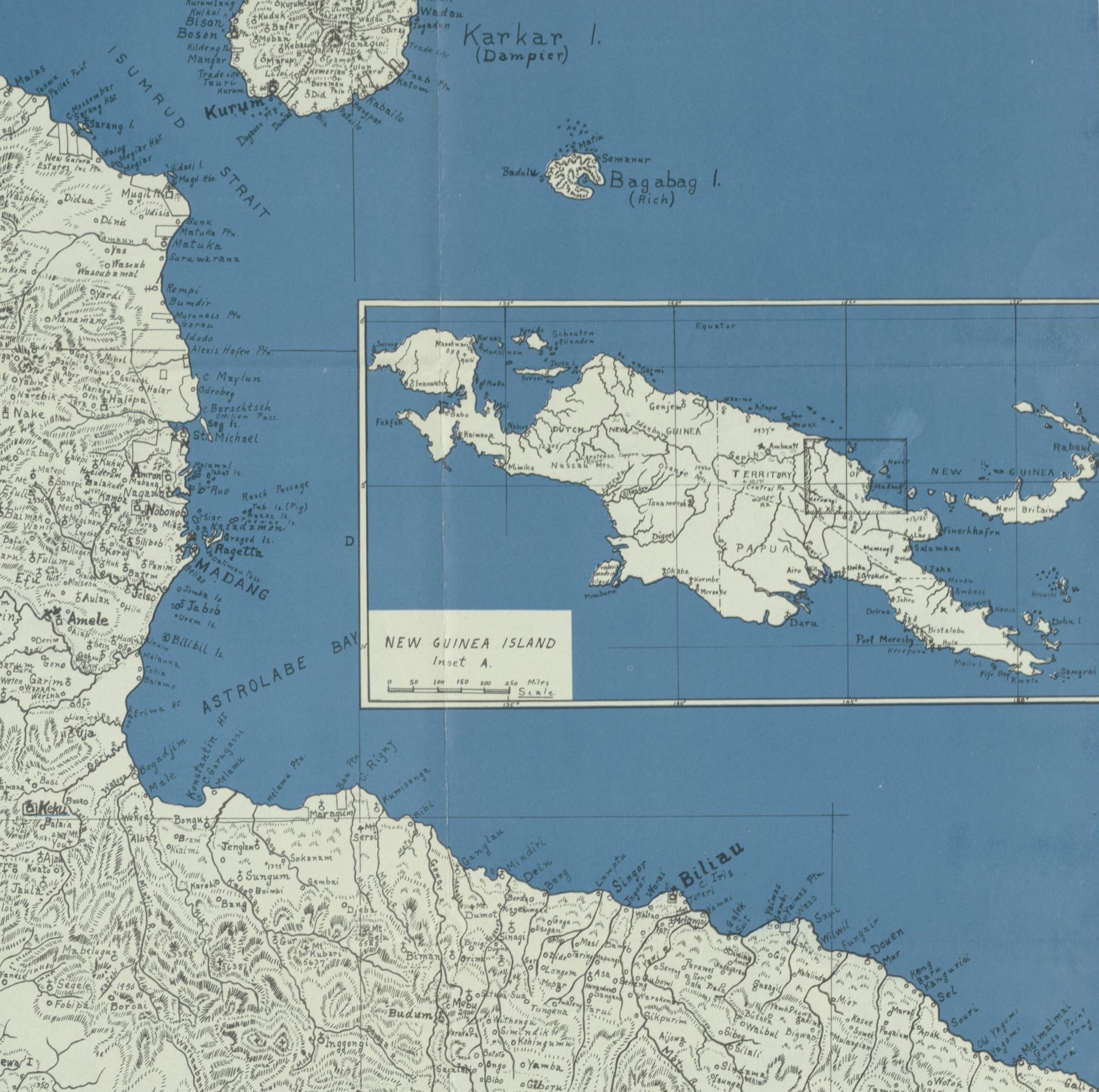
Мапа затоки Астролябія, 1936 рік

З 20 вересня 1871 до 24 грудня 1872 років перебував на острові Нова Гвінея на узбережжі затоки Астролябія (мис Гарагасі поблизу поселень Горенда та Гумба), яке він незабаром назвав Берегом Маклая (англ. Maclay Coast). Ця назва узбережжя збереглася дотепер. 27 вересня 1871 року корвет «Витязь» вийшов із Нової Гвінеї. Миклухо-Маклай залишився у супроводі двох своїх слуг — європейця та полінезійця. Невдовзі після відходу судна полінезійський слуга захворів на якусь гарячку і, незважаючи на ретельну медичну допомогу Миклухи-Маклая, помер після тривалої хвороби. На додачу до цієї біди, європейський слуга був дуже заляканий очевидною ворожістю з боку тубільців, що додатково ускладнювало проведення досліджень. Під час перебування на острові провів антропологічні й етнографічні дослідження папуасів, наукові природничі спостереження, відвідав сусідні поселення й острови. Миклухо-Маклай був здивований поверненням на узбережжя в грудні 1872 року російського судна. На прохання великого князя Костянтина Миколайовича, голови Російського географічного товариства, корабель повернувся до Нової Гвінеї у зв'язку з поширенням у Європі чуток, що Миклуху-Маклая нібито вбили тубільці або він помер. Судно повернулося, щоб перевірити ці чутки та, у разі смерті мандрівника, забрати зі схованки, на яку вказав сам дослідник перед відходом «Витязя», щоденники та документи науковця, які мали б стати доступними науковому світу.
З грудня 1872 до травня 1873 років Миклухо-Маклай на кліпері «Ізумруд» здійснив перехід за наступним маршрутом: острів Тернате — острів Тідоре — півострів Мінахаса (що на острові Сулавесі) — Маніла (тут додатково зробив екскурсію в гори острова Лусон для вивчення племені аета) — Британський Гонконг — Кантон — Сінгапур — Батавія (що на острові Ява). З травня до грудня 1873 року перебував у Батавії та Бейтензорзі в резиденції генерал-губернатора Голландської Ост-Індії, де обробляв матеріали, зібрані на Новій Гвінеї. З грудня 1873 до липня 1874 року здійснив свою другу подорож на Нову Гвінею через Макасар (що на острові Сулавесі), острови Банда, Амбон та Гесер. Поселився на березі Папуа-Ковіай на мисі Айва. Там здійснив похід углиб острова, де відкрив озера Камака-Валлар і плем'я папуасів вуоусірау. 28 березня, під час відсутності Миклухи-Маклая, стався напад на його хатину. Місцеві «капітани» розграбували майно та вбили мирних мешканців. Через цю подію Миклухо-Маклай перебрався до Айдуми. 23 квітня він заарештував головного винуватця нападу на поселення — «капітана» Мавари. 30 квітня прибув на острів Кільвару. Повернувся до Батавії через острови Банда, Амбон, Буру, Тернате та Сулавесі (Менадо, Горонтало та Макасар), а також Сурабаю, що на острові Ява.

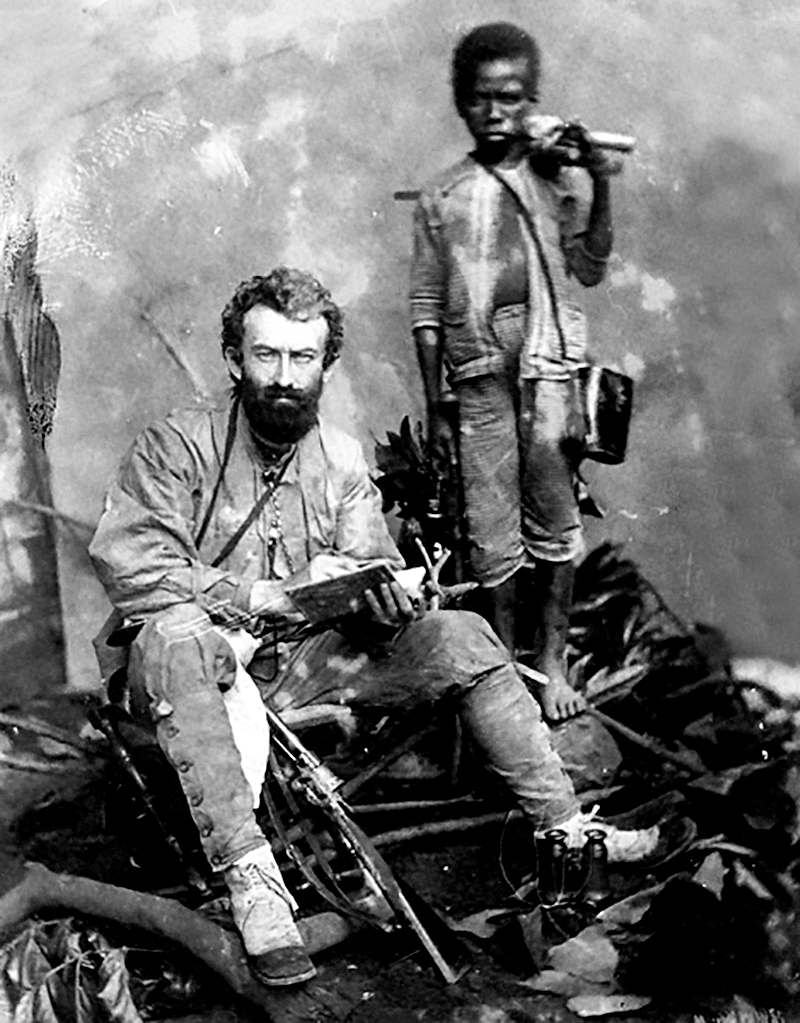
Миклухо-Маклай на півострові Малакка, 1874—1875 рік

Із серпня до листопада 1874 року перебував у Батавії, Бейтензорзі та Ті-Панасі, де готував меморандум генерал-губернатору Голландської Ост-Індії про соціально-політичне становище папуасів Берега Папуа-Ковіай, обробляв матеріали першої та другої експедицій до Нової Гвінеї. З листопада 1874 до січня 1875 років відвідав Сінгапур та Джохор-Бару. У Малайзії провів свою першу подорож півднем півострова Малакка, від річки Муар до річки Енду. Там вивчав змішані аборигенні племена оран-утан і оран-раєт. З лютого до травня того ж року після повернення у Джохор-Бар, виїхав до Бангкока, відвідав Сінгапур. Повернувшись до Джохор-Бару, продовжив обробку новогвінейських матеріалів і розробив план заснування тут зоологічної станції. З червня до жовтня здійснив свою другу подорож з півдня півострова Малакка (султанат Джохор) на східне і північно-східне узбережжя (султанати Паханг, Тренгану, Келантан), потім у північну частину півострова (султанат Кедах, райони Сіаму). Назад повернувся через місто Малакку на західному узбережжі. Під час подорожі вивчав малайців і аборигенні групи оран-сакал і оран-семанг. По закінченню подорожі перебував у Сінгапурі, де почав боротьбу проти анексії Нової Гвінеї Великою Британією, у зв'язку з чим звернувся до Російського географічного товариства. На фоні цієї можливої загрози Миклухо-Маклай вирішив відмовитися від публікації низки відомостей, зібраних на півострові Малакка, щоб запобігти вторгненню британських колонізаторів.
З листопада 1875 до січня 1876 років перебував у Бейтензорзі, де готував до друку матеріали, зібрані на Новій Гвінеї та на півострові Малакка.
З лютого до червня 1876 року подорожував західною Мікронезією й північною Меланезією на британській шхуні «Sea Bird» за маршрутом Чиребон (о. Ява) — Бонтайн (о. Сулавесі) — о. Гебе — о-ви Мапія — атол Еауропік — ат. Уліті — о. Яп — архіпелаг Палау — о. Вуан — о-ви Адміралтейства — о-ви Херміт — о-ви Нініго — Берег Маклая. Під час подорожі проводив етнографічні й антропологічні дослідження; збирав відомості про діяльність торговців рабами і товарами. 26 березня з'являється перша згадка про намір створити Папуаський Союз. З 27 червня 1876 до 10 листопада 1877 років вдруге перебував на Березі Маклая на мисі Бугарлом (поблизу поселення Бонгу). Відвідав поселення узбережжя й прилеглих островів (архіпелаг Задоволених людей, о. Білі-Білі), зробив екскурсії в гірські райони, продовжив вивчення папуасів, намагався впливати на їхнє господарство та побут. Папуаси сприймали вченого як «дуже велику людину» («тамо-боро-боро»). Зробив перші спроби розпочати створення Папуаського Союзу.
З листопада 1877 до січня 1878 років перебував у мандрівці до Сінгапура за маршрутом: о-ви Вулкан і Лессон — о-ви Херміт — о-ви Каніет — о-ви Палау — Замбоанга (о. Мінданао). З січня до червня 1878 року перебував у Джохор-Бару та Сінгапурі, де важко хворів — поновилися напади переміжної гарячки з загальною анемією (ймовірно малярії), що зробило його здоров'я дуже слабким. Мав фінансові труднощі, але отримав деякі кошти з Росії від РГТ та сплатив частину боргів. За рекомендацією лікарів з Сінгапура поїхав до Сіднея. На королівському поштовому пароплаві «Somerset» дістався материка в середині липня.
З липня 1878 до березня 1879 років перебував у Сіднеї. Вченого прийняли почесним членом Ліннеївського товариства Нового Південного Уельсу (англ. Linnean Society of New South Wales). Брав активну участь у його роботі. Проводив порівняльно-анатомічні, антропологічні, етнографічні дослідження. Опублікував статті[джерело?]. Запропонував створити морську біологічну станцію в Сіднеї. У вересні 1878 року пропозицію Миклухи-Маклая схвалено. Невдовзі у затоці Вотсон-Бей (англ. Watsons Bay) за проєктом сіднейського архітектора Джона Кіркпатріка розпочалось будівництво станції, яка отримала назву Морської біологічної станції. Уряд надав для будівництва близько половини акра землі, а також гарантував надання 300 фунтів стерлінгів за умови, що таку ж суму буде зібрано за приватною підпискою. 23 січня 1879 року Миклухо-Маклай надіслав відкритого листа британському Верховному комісару в західній частині Тихого океану Артуру Гордону про необхідність дотримання прав папуасів Берега Маклая.

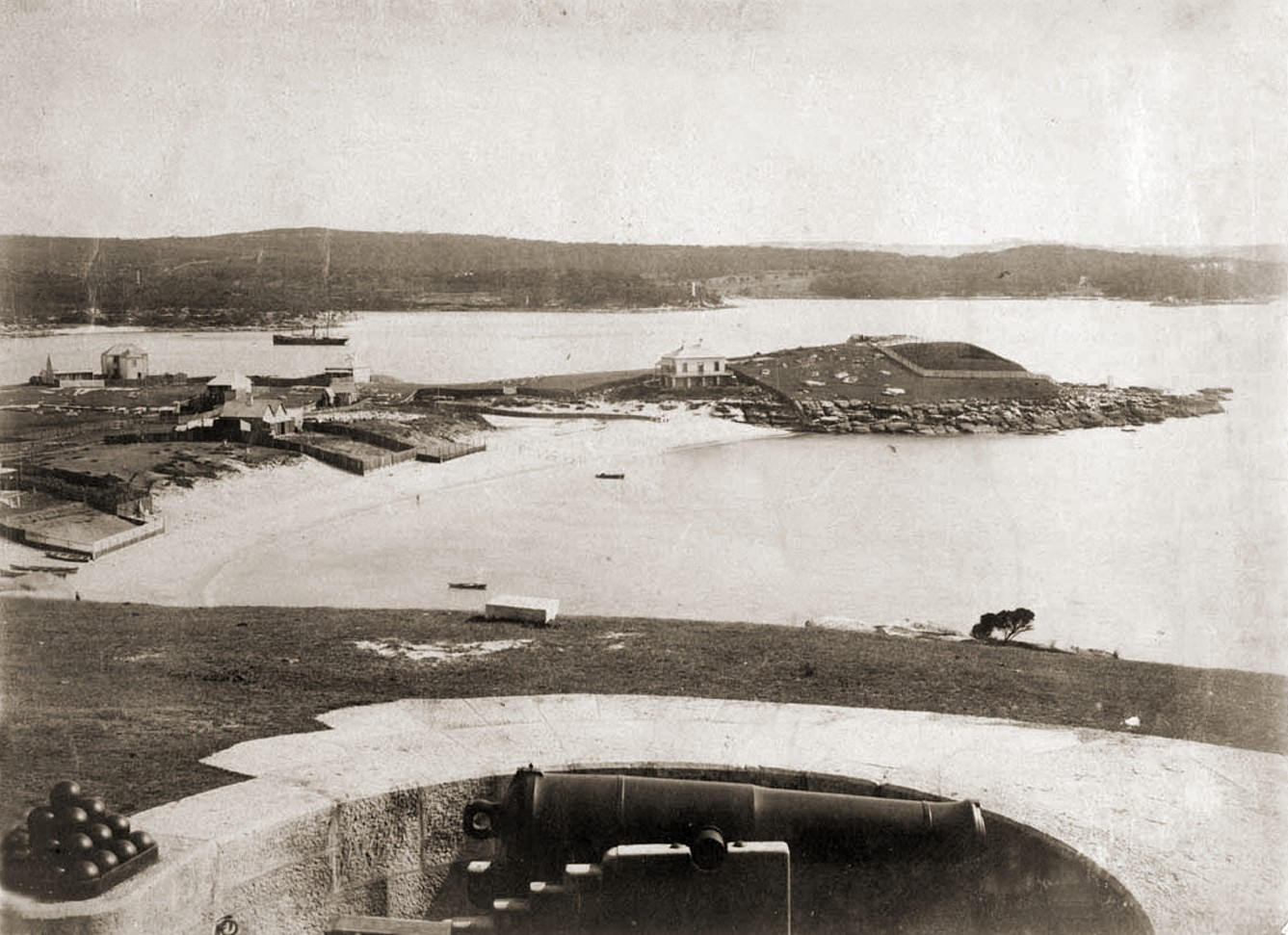
Морська біологічна станція (у центрі фото), затока Вотсон-Бей (Сідней), близько 1881 року
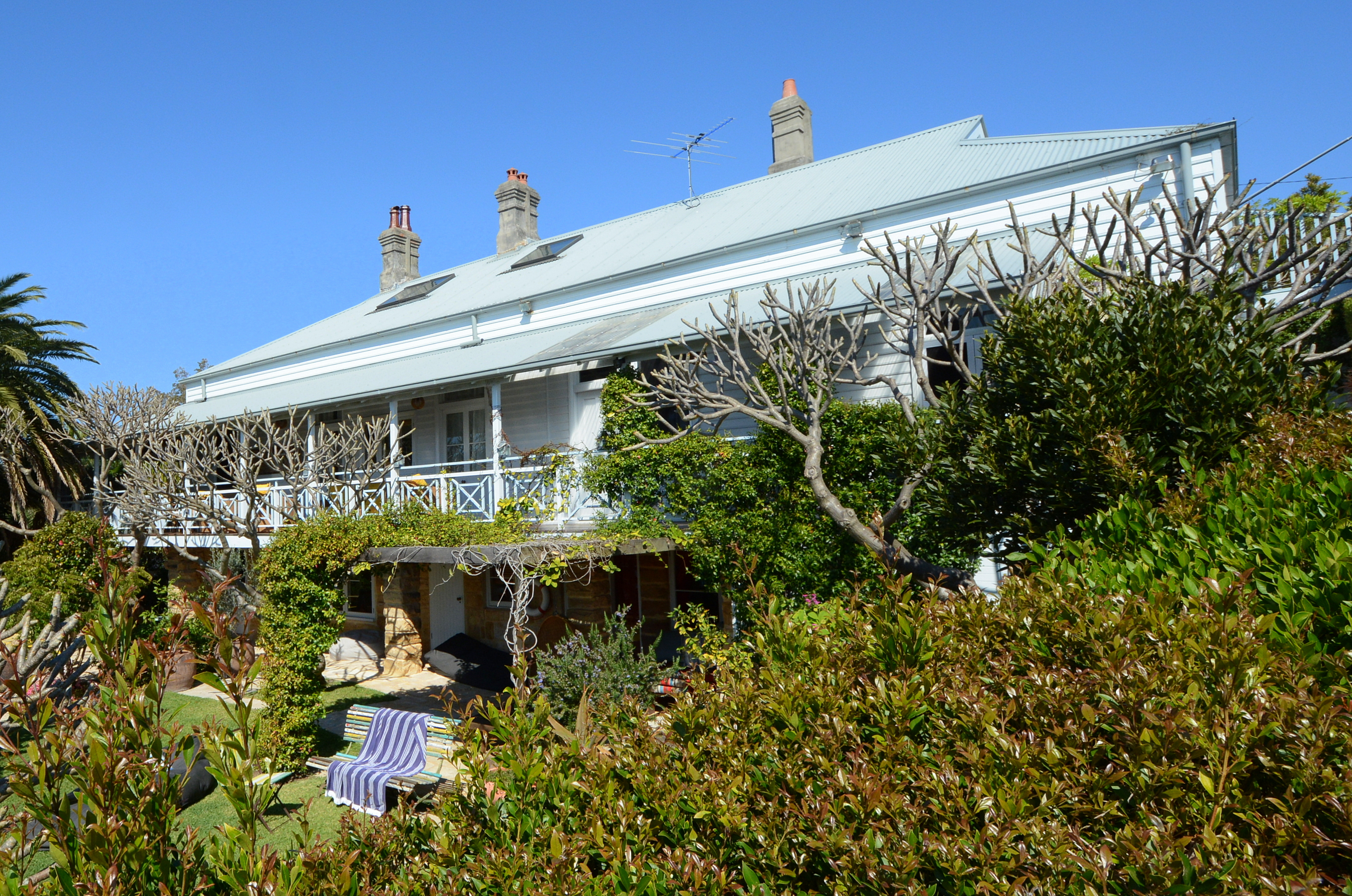
Колишня Морська біологічна станція, затока Вотсон-Бей (Сідней), 2015 рік

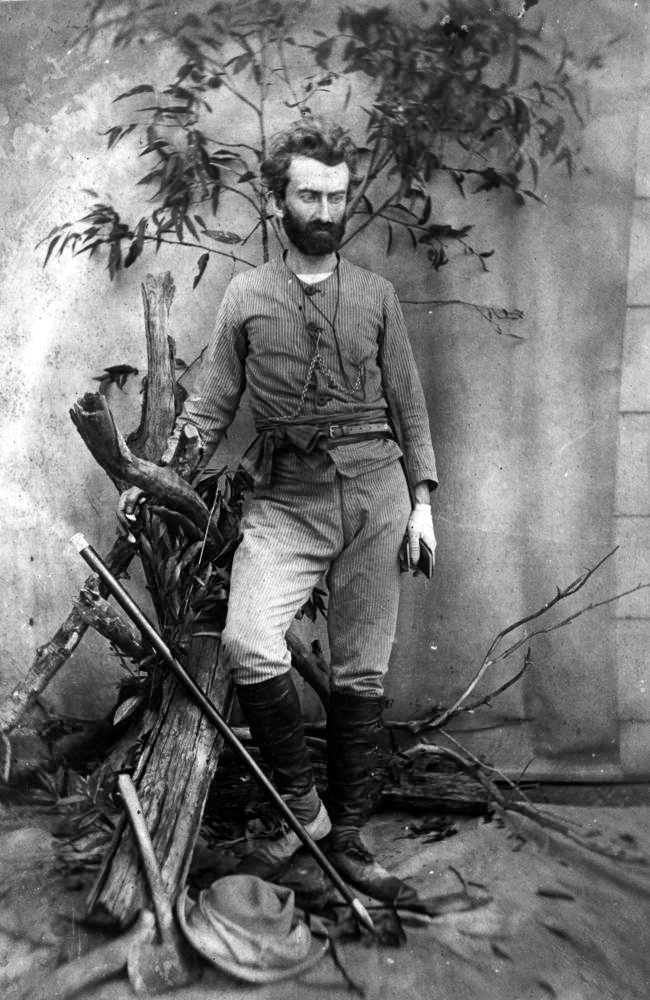
Миклухо-Маклай в Квінсленді (постановча світлина), Австралія, 1880 рік

З березня 1879 до січня 1880 років подорожував по островах Меланезії на американській трищогловій торговій шхуні «Sadie F. Caller» за маршрутом Сідней — Нумеа (о. Нова Каледонія) — о. Ліфу — Нові Гебриди — риф Ронкадор — о-ви Адміралтейства — о-ви Нініго — о-ви Херміт — о-ви Адміралтейства — о. Нова Ірландія — о-ви Тробріан — о. Сімбо (Соломонові о-ви) — арх. Луїзіада. Вів етнографічні й антропологічні спостереження, збирав відомості про торгівлю рабами в Меланезії.
З січня до квітня 1880 року подорожував на місіонерському пароплаві «Ellengowan» за маршрутом о. Тесте — села південного узбережжя Нової Гвінеї (від Самараї до Сило) — о-ви Торресової протоки.
З травня до грудня 1880 року перебував у Квінсленді (Австралія). На пароплаві «Corea» по дорозі на південь до Брисбена відвідав порти Сомерсет, Куктаун, Таунсвіль. Жив у Брисбені. Був дуже люб'язно прийнятий урядом Квінсленда, який сприяв анатомічним дослідженням Миклухи-Маклая, дозволяючи йому працювати в старому музеї як у лабораторії, користуватися фотографічною апаратурою (за допомогою якої отримав чудові фотографії головного мозку для експозиції), безкоштовно подорожувати всіма залізницями штату. Виїжджав у внутрішні райони: Гульнарбер (біля Сент-Джорджа), Джимбур (біля Далбі), Пайкдейл (біля Станторпа). Проводив етнографічне й антропологічне вивчення австралійських аборигенів, збирав відомості про становище меланезійців, які працювали на плантаціях. Проводив порівняльно-анатомічні дослідження мозку сумчастих, палеонтологічні розкопки в Клерво, поблизу Глен-Іннес (штат Новий Південний Уельс).
З січня 1881 до лютого 1882 років мешкав у Сіднеї (прибув у місто 21 січня на пароплаві «Wotonga» з Брисбена). Готував «Записки про викрадення людей і рабство в західній частині Тихого океану» та «Проєкт розвитку Берега Маклая». 8 квітня опублікував відкритого листа комодору Джону Кроуфорду Вілсону (англ. John Crawford Wilson) на захист корінного населення Океанії. У квітні 1881 року на запрошення «Magdala Company» виїхав до Стоула (штат Вікторія) для проведення геотермальних спостережень, вивчав температуру порід на різній глибині в місцевій золотодобувній шахті. Виступив на спеціальному засіданні Королівського товариства Вікторії з інформацією про завдання, які можуть бути вирішені на утвореній зоологічній станції та у лабораторії затоки Вотсон-Бей. Повернувся суходолом до Сіднея, 2 травня проїхав через Олбері (штат Новий Південний Уельс). 13 травня на запрошення сера Джона Робертсона разом з іншими персонами зустрічався з його світлістю герцогом Манчестером, який гостював у Хоуксбері.

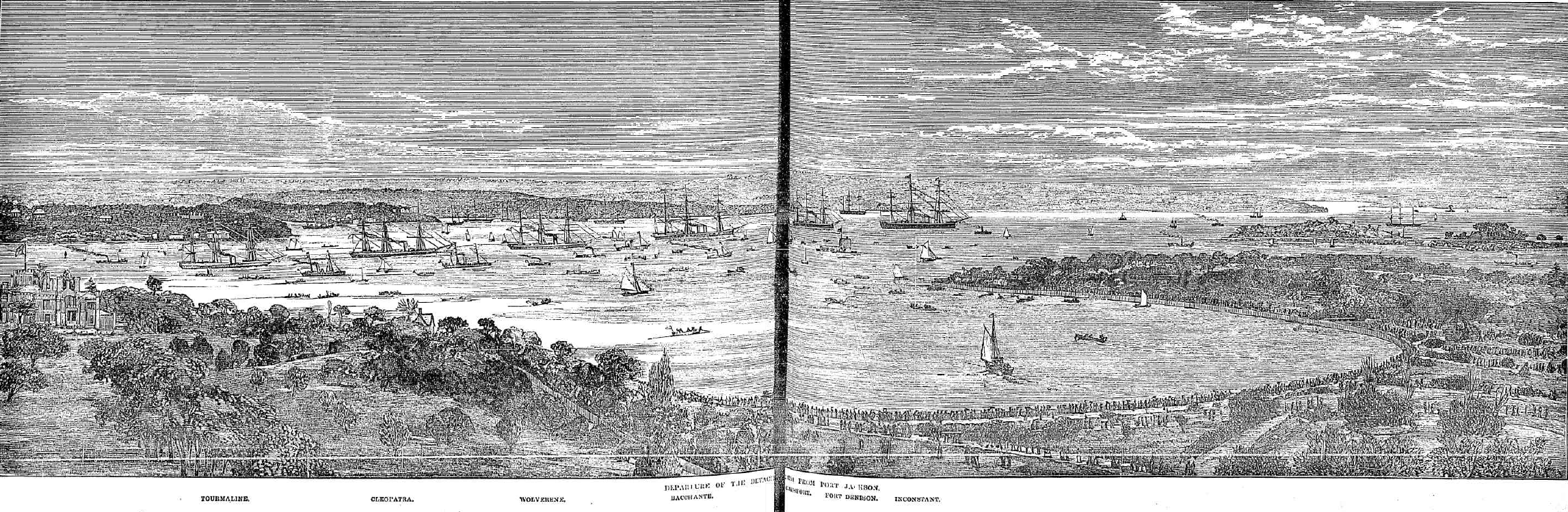
Вихід окремої ескадри (Tourmaline, Cleopatra, Wolverine, Bacchante, Carysfort, Fort Denison, Inconstant) з Порт-Джексона, 10 серпня 1881 року. На «Wolverine» в цей час перебували комодор Дж. Вілсон та М. М. Миклухо-Маклай.

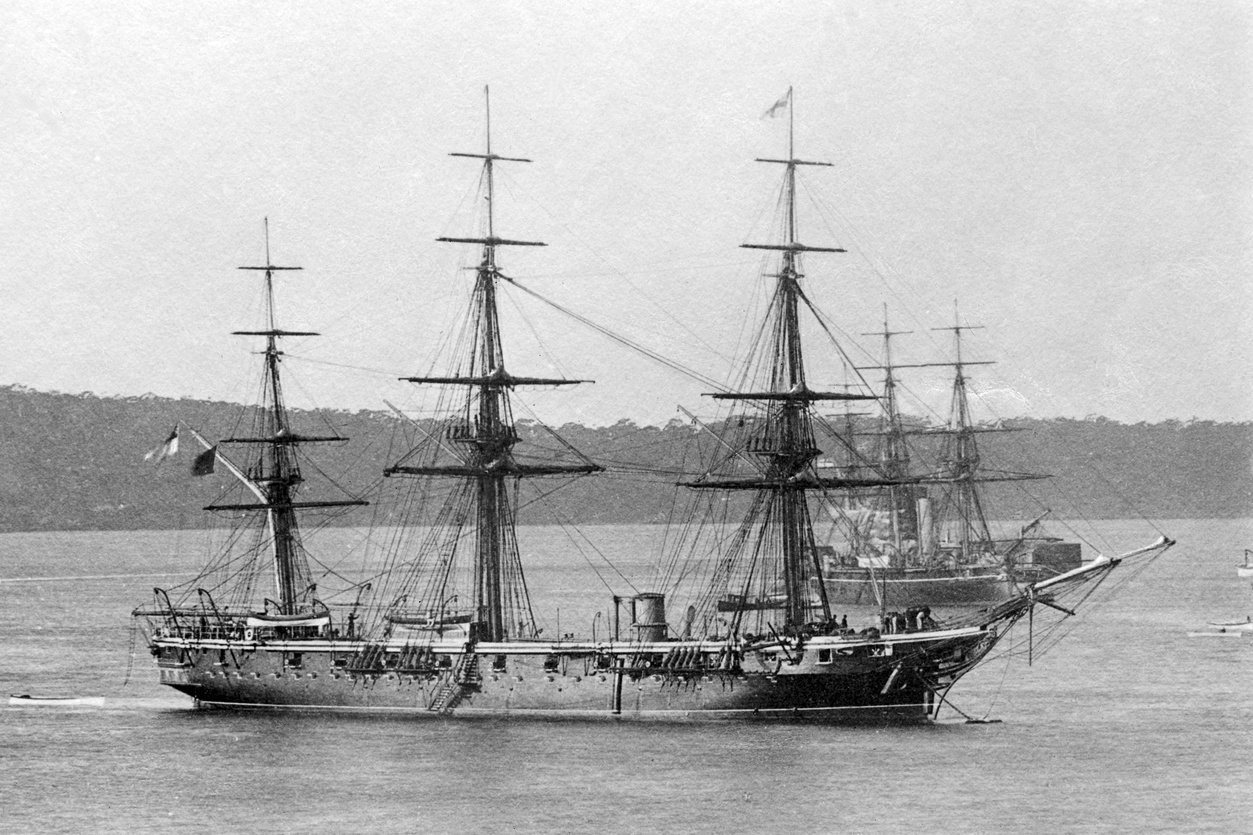
Корвет «Wolverine», липень 1881 року

У серпні — вересні 1881 року вдруге виїжджав на південний берег Нової Гвінеї; 10 серпня у складі окремої ескадри вийшов з Порт-Джексона на корветі Королівського військово-морського флоту «Wolverine» разом із комодором Дж. Вілсоном, якому запропонував використати в цій подорожі свої знання про аборигенів Нової Гвінеї. Як і очікувалось, вони стали в пригоді для визначення справжніх злочинців, причетних до вбивства в селищі Кало 12 людей. Участь Миклухи-Маклая вберегла селище від помсти та спалення. Каральна операція завершилася невеликою сутичкою, в якій убили головного винуватця та ще декількох причетних. Під час подорожі продовжив наукові праці; відвідав Порт-Морсбі та селища Кало, Маупа. Повертаючись до Сіднея, комодор Дж. Вілсон з Куктауна повідомив про результати походу:
Під час зупинки 12 вересня в Рокгемптоні комодор Вілсон, Миклухо-Маклай та інші в супроводі мера Рокгемптона оглянули «Central Queensland Meat Export Company» (м'ясопереробне підприємство — лідер у виготовленні консервів) в передмісті Лейкс Крик (англ. Lakes Creek). Всі були вражені величезним масштабом та швидкістю виробництва, чистотою, новим холодильним обладнанням. 13 вересня вранці, перед поверненням на «Wolverine», здійснили неофіційний візит до Ботанічного саду.
В жовтні 1881 року завершене будівництво морської біологічної станції у Вотсон-Бей. Після повернення до Сіднея вчений працював на станції, яку зробив своєю резиденциєю, продовжував порівняльно-анатомічні роботи, опублікував наукові статті. 6 лютого 1882 року брав участь у роботі Сіднейської філії Австралійської біологічної асоціації.

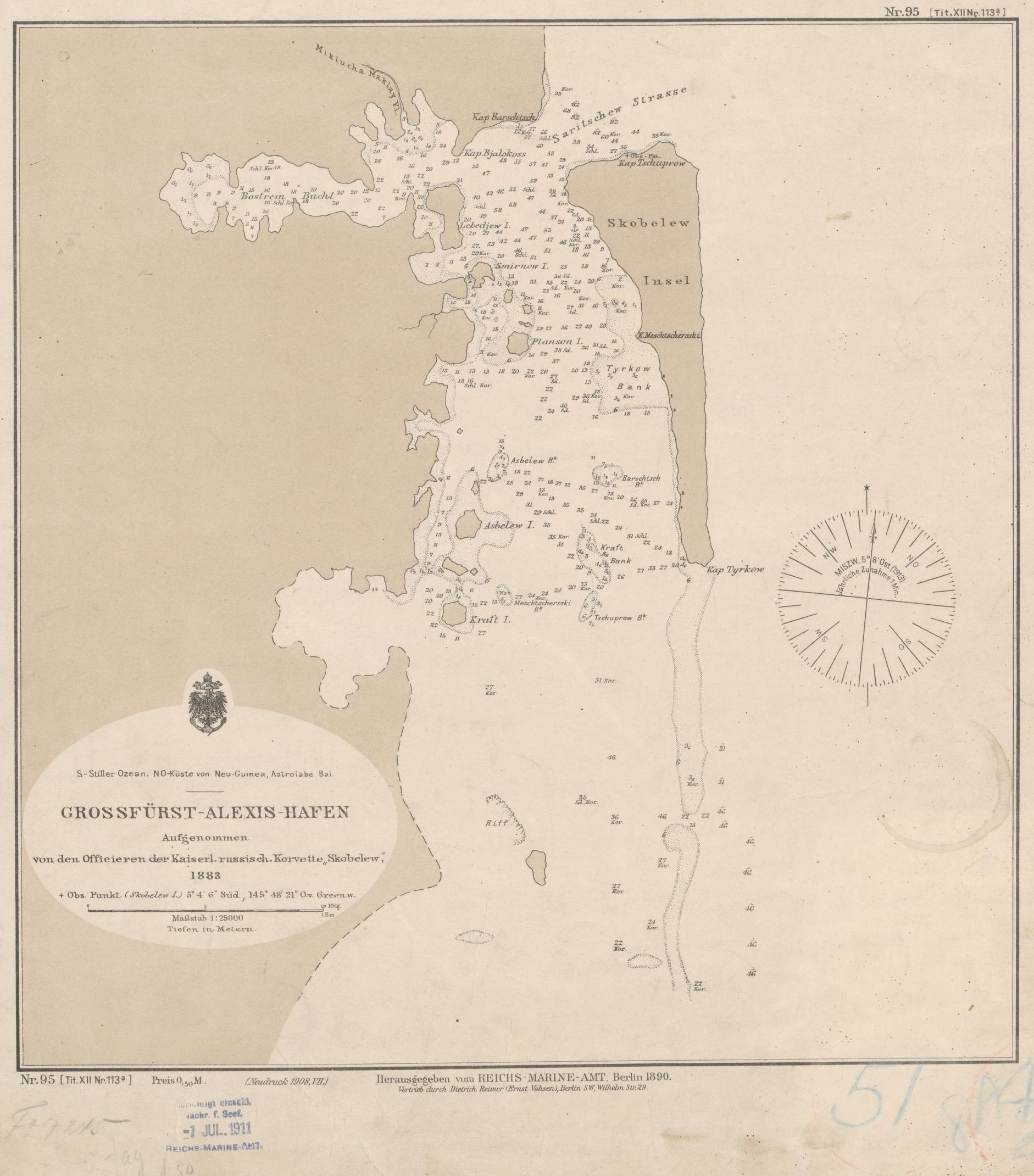
Мапа північної частини затоки Астролябія біля Порту Олексій (Alexishafen), складена під час перебування російського корвета «Скобелев», 1883 рік. На півночі мапи видно Річку Миклухи-Маклая.

У березні — серпні 1882 року, скориставшись прибуттям російської ескадри (військові судна «Вісник», «Азія», «Петро Великий») до вод Австралії, повертається в Росію. Задовге перебування російської ескадри в Австралії спровокувало в місцевому середовищі шпигунський скандал, в який був опосередковано втягнутий і Миклухо-Маклай; на захист вченого виступили, зокрема, сер Дж. Робертсон та Е. С. Томассен з відкритим листом. 3 березня Миклухо-Маклай на корветі «Вісник» у складі російської ескадри відбув з Сіднея за маршрутом Аделаїда — Батавія — Сінгапур — Александрія (затримався через військові дії в Єгипті) — Лісабон — Шербур — Кронштадт. Під час зупинки в Сінгапурі відіслав в Сідней частину своєї колекції, яку залишив тут на збереження у 1878 році. Томассен Е. С. закінчив роботу та опублікував у Брисбені біографічний нарис про дослідника Миклуху-Маклая. Рукопис праці надавався безпосередньо вченому, який власноруч вніс до нього зауваження та коментарі. 27 червня на стіл Палати Парламенту Сполученого Королівства лягло повідомлення Державного секретаря у справах колоній лорда Кімберлі, яке містило копію доповіді комодора Дж. Вілсона щодо викрадення людей та примусової праці в західній частині Тихого океану, довгий лист Миклухи-Маклая з цього питання і статистичні дані, на які посилалися дописувачі.
У вересні — листопаді 1882 року вчений перебував у Росії. У РГТ відбулась виставка та читання Миклухи-Маклая. 15 (27) жовтня виступав у Товаристві любителів природознавства в Москві й отримав численні схвальні відгуки та коментарі в російській пресі. Відбулись аудієнції в Олександра III, після яких отримав деякі гроші на сплату боргів та підготовку праць. 28 листопада (10 грудня) виїхав до Західної Європи.
З грудня 1882 до січня 1883 років Миклухо-Маклай з метою встановлення наукових і дружніх контактів перебував у Західній Європі (Берлін, Антверпен, Лейден, Париж, Лондон, Грінок, Генуя, Неаполь). У Парижі знову зустрічався з І. С. Тургенєвим, а в січні 1883 року під час перебування в Лондоні декілька разів з сером Артуром Гордоном:
У січні — червні 1883 року перебував у плаванні, повертаючись до Австралії. На британському пароплаві «Chyebassa» зробив перехід від Порт-Саїда в напрямку до Брисбена. Однак на шляху, в Батавії, зустріли корвет «Скобелєв» (нова назва корвета «Витязь», на якому Миклухо-Маклай здійснив першу подорож до Нової Гвінеї). Дізнавшись, що судно планує відвідати деякі острови Меланезії і, можливо, зайти на Берег Маклая, перейшов на корвет, а речі відправив далі пароплавом до Брисбена. З 24 лютого до 13 березня здійснив третю поїздку на Берег Маклая за маршрутом Батавія — Макасар — о. Амбон — зат. Астролябія (поселення Бонгу — о. Білі-Білі — Порт Олексій) — о-ви Адміралтейства — о-ви Херміт — о-ви Палау — Філіппіни (Себу, Маніла). З 5 травня до 10 червня мандрівник повертався в Сідней на пасажирському пароплаві «Venice» через Гонконг, Сінгапур, Дарвін, о. Терсді, Куктаун.

### Боротьба за права тубільців
З червня 1883 до лютого 1886 років жив у Сіднеї; боровся за захист прав папуасів, проти підготовки колоніального розділу Нової Гвінеї, проти анексії Берега Маклая Німецькою імперією; виступав проти расизму та колоніалізму. З цим питанням звертався до нового Державного секретаря у справах колоній лорда Дербі:
та британського Верховного комісара в західній частині Тихого океану Артура Гордона (попередні звернення у 1879, 1881, 1882 роках), прем'єр-міністра Великої Британії Вільяма Гладстона, Олександра III та інших, в російські та іноземні видання із заявами і телеграмами протесту. 13 листопада 1883 року на першій зимовій сесії Королівського колоніального інституту була зачитана телеграма Миклухи-Маклая про необхідність автономії під європейським протекторатом для місцевого населення Нової Гвінеї та навколишніх островів. Важливість цього повідомлення засвідчили герцог Манчестер і адмірал Джон Морсбі. Натомість російська преса атакувала Миклуху-Маклая критичними статтями за визначення Великої Британії як фаворита для анексії Нової Гвінеї. У відповідь на ці звинувачення дослідник порадив Росії своєчасно окупувати територію під військово-морську базу в північній частині Тихого океану, де вона вже має близько 2000 миль берегової лінії, а також значний флот.

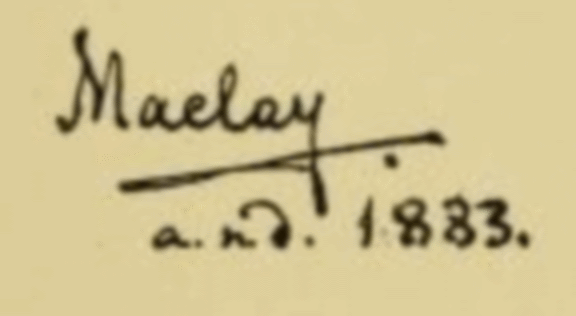
Підпис (автограф) Миклухи-Маклая під ілюстрацією до статті у виданні «The Proceedings of the Linnean Society of NSW, vol. VIII, for the year 1883»

Перебуваючи в Сіднеї, Миклухо-Маклай зосередився на обробці частини щоденників і підготовці до друку матеріалів про подорожі та наукові дослідження 1870—1882 років. Опублікував антропологічні, зоологічні, геологічні, метеорологічні статті.
В британських і австралійських друкованих виданнях з'являється інформація, що Маклай невдовзі планує повернутися до Нової Гвінеї з новою експедицією. Але це через пресу 23 січня 1884 року спростував сам дослідник:
У листі від 17 квітня 1884 року до Товариства захисту аборигенів (англ. Aborigines' Protection Society), коментуючи факт недавнього виправдання присяжними Квінсленда осіб, звинувачених в тяжких злочинах в зв'язку з полінезійським трафіком примусової праці, Миклухо-Маклай зауважував:
Зусилля з припинення работоргівлі серед корінних рас Тихоокеанського регіону таки увінчалися деяким успіхом: вплив дослідника на голландський уряд виявився настільки ефективним, що в цьому питанні почалося реформування. У вересні з приводу викрадення в Новій Гвінеї місцевих мешканців Миклухо-Маклай контактував з новим комодором Джеймсом Ерскіним (англ. James Elphinstone Erskine).
22 вересня 1884 року на інформацію професора Арчібальда Ліверсіджа про наміри створити «Австралазійську асоціацію з розвитку науки» (англ. Australasian Association for the Advancement of Science) у відкритому листі подав схвальний відгук та запропонував для взаємного обміну досвідом використовувати матеріальну базу Біологічної станції:

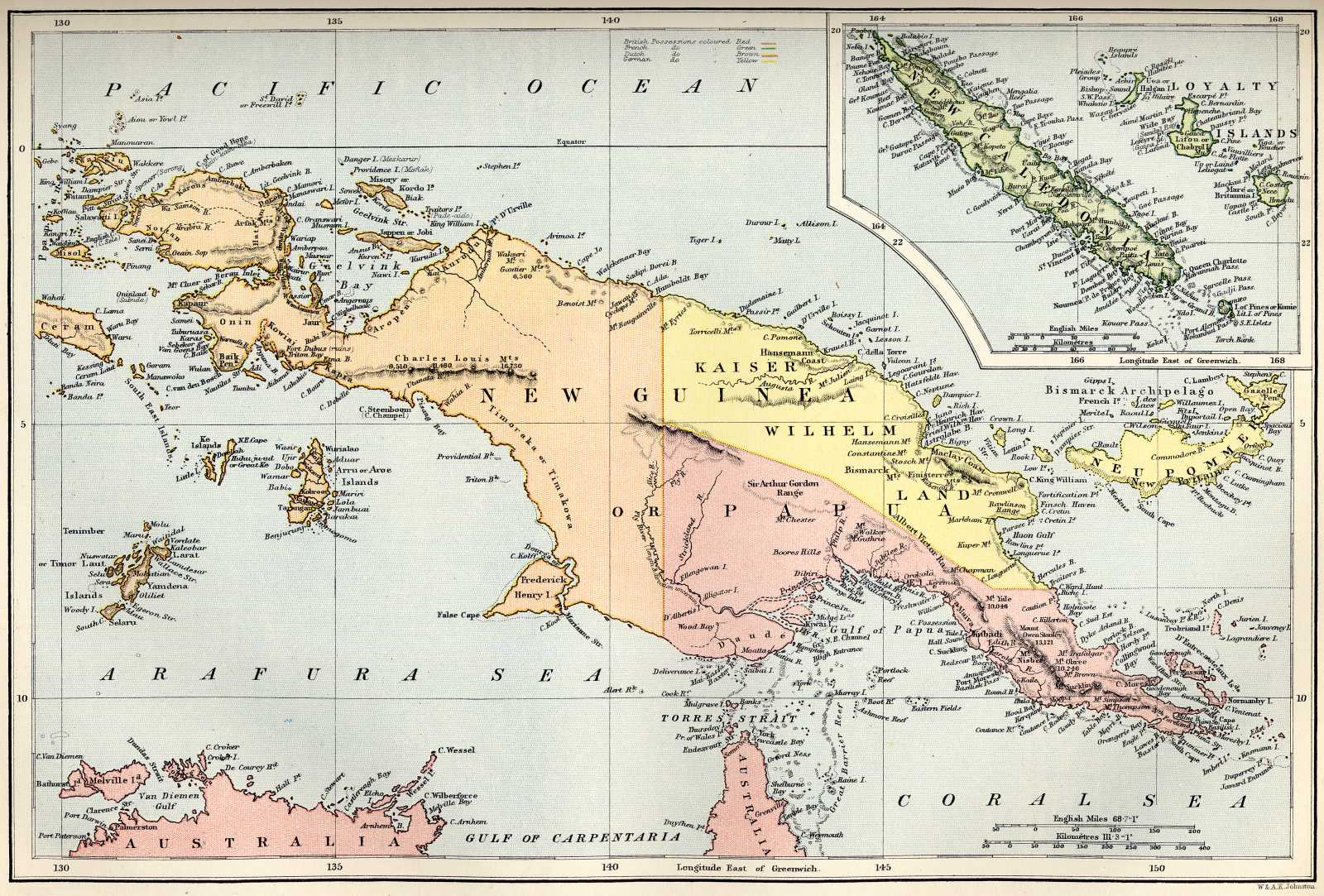
Поділ острова Нова Гвінея після 1884 року.

3 листопада 1884 року під егідою німецької Новогвінейської компанії (нім. Neuguinea-Kompagnie) підняли німецький прапор над північно-східною частиною острова Нова Гвінея — Землею Кайзера Вільгельма, що стала знана як Німецька Нова Гвінея. 6 листопада південно-східна частина острова стала британським протекторатом, а згодом була формально анексована й стала колонією Британська Нова Гвінея.
5 січня 1885 року Миклухо-Маклай надіслав лист спеціальному комісару Великої Британії в Новій Гвінеї генералу Пітеру Скретчлі (англ. Peter Henry Scratchley) щодо німецької анексії Нової Гвінеї; 7 січня опублікував відкритого листа з приводу анексії; 9 січня надіслав телеграму з протестом німецькому канцлеру Бісмарку:
Висловив ідею автономії або самоврядування Берега Маклая під міжнародним захистом держав (Велика Британія, Росія, Німеччина, Франція). Цей протекторат повинен базуватися на міжнародних угодах і керуватися такими принципами у відносинах з тубільцями острова:
Ідеї Миклухи-Маклая спричинили появу в австралійській пресі публікацій з критичною оцінкою діяльності науковця та порадами звернути увагу на становище народів Російської імперії, розпочати боротьбу за втілення висловлюваних ним політичних і гуманістичних принципів в Росії.
Продовжив розпочаті порівняльно-анатомічні та зоологічні дослідження на морській біологічній станції, одним з семи піклувальників якої він був. Опублікував природничі й етнографічні статті в австралійській та європейській пресі. Виїжджав в Блакитні гори (Мельбурн).

### Новогвінейські проєкти

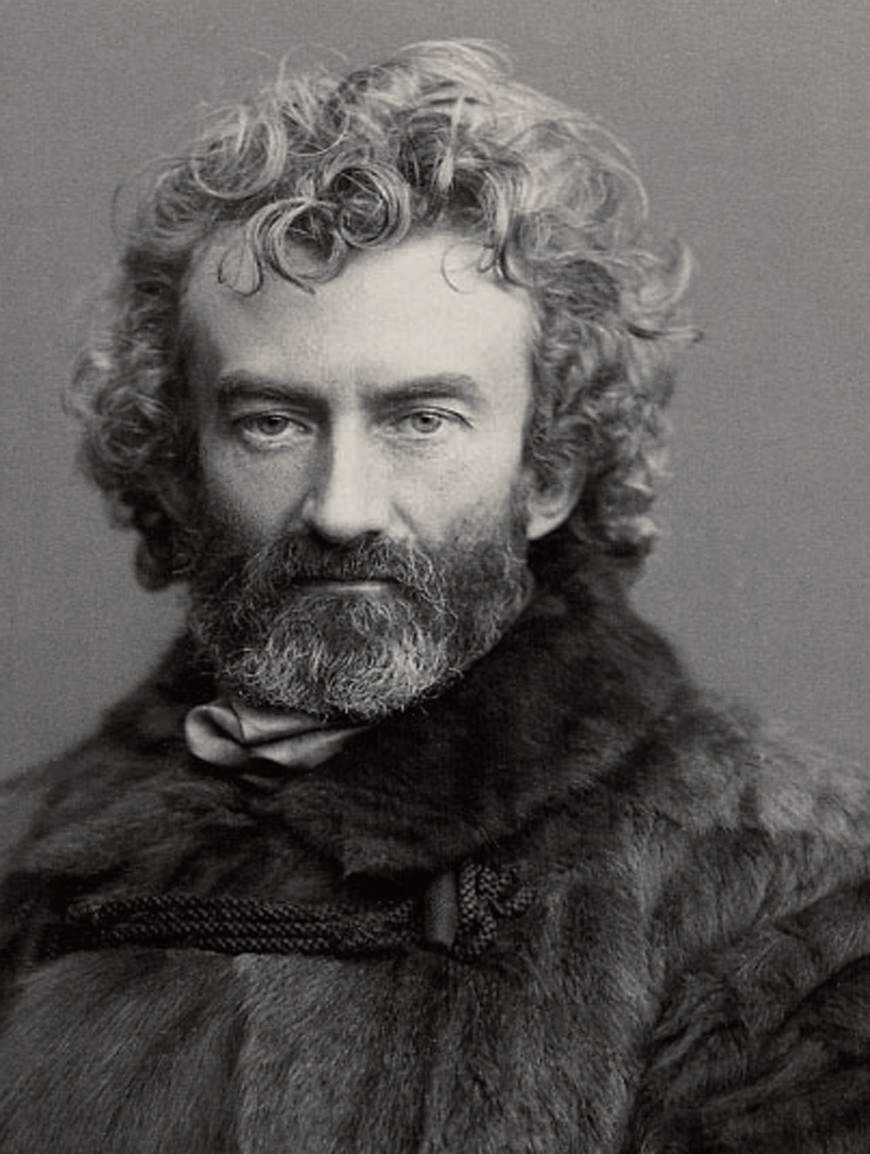
Миклухо-Маклай взимку 1886—1887 років, Санкт-Петербург.

З лютого до квітня 1886 року повернувся до Російської імперії через Батавію (на борт підняті численні колекції, що зберігалися там), Аден, Александрію на британському пароплаві «Merkara».
З квітня 1886 до березня 1887 років перебував у Росії. Прибув до Одеси 12 (24) квітня 1886 року. Двічі, 20 квітня (2 травня) та 23 квітня (5 травня) 1886 року, домагався аудієнцій з Олександром III в Лівадії, під час яких пропонував заснувати поселення на Березі Маклая. Імператор спрямував «новогвінейську справу» на розгляд до спеціальної комісії.
Виїжджав до Миколаєва для відправлення колекцій, потім через Київ до Малина у маєток своєї матері Катерини Семенівни Миклухи. Тут вивчав побут, звичаї, традиції поліщуків; цікавився походженням древлян, їхньою історією. У навколишніх селах вивчав антропологічну будову місцевих мешканців. У Малині вчений закінчив редакційну підготовку своїх «Подорожей».
10 (22) червня Миклухо-Маклай прибув до Петербурга та висунув проєкт організації російської вільної колонії в Океанії, який широко обговорювався в пресі. У відповідь мандрівник отримав велику кількість відозв від людей різного соціального стану, які мали намір переселитися в Океанію. Кореспонденції надходили з найвіддаленіших частин Росії, здебільшого з Кавказу. Натомість вчений спростував через пресу факт планування організації поселення в Новій Гвінеї до завершення публікації своїх праць в Європі.
Дістав високу оцінку своєї діяльності від Л. М. Толстого, з яким Миклухо-Маклай започаткував плідне листування.
8 (20) жовтня відкрилась виставка етнографічних колекцій, які згодом були подаровані Академії наук. Наприкінці листопада — початку грудня відбулись читання публічних лекцій.
9 (21) грудня мандрівник дістав остаточну відповідь імператорського уряду з відмовою від організації російської вільної колонії в Океанії — комісія відкинула проєкт, і цар виніс вердикт: «Вважати цю справу закритою. Миклусі-Маклаю відмовити».
У Санкт-Петербурзі, тяжко хворіючи, продовжив роботу з підготовки до друку першого тому «Подорожей». Проживаючи в «північній столиці», дотримувався власного усталеного розпорядку, починаючи день о шостій ранку, що дуже контрастувало з життям петербурзького «вищого світу».
З березня до липня 1887 року перебував у дорозі до Австралії, куди поїхав за дружиною й дітьми. Виїхав потягом з Петербурга до Одеси, далі на російському пароплаві «Чихачев» до Александрії, з якої на спеціальному потязі до Суецу, далі на німецькому поштовому пароплаві «Neckar» до Аделаїди. Порівнюючи умови подорожі на двох пароплавах писав:
12 травня, по дорозі до Сіднея, вчений прибув до Мельбурна, в якому планував залишитися протягом декількох днів, а потім повернутися в Європу. Ціль перебування — спостереження за публікацією декількох томів, що містили розповіді про візит до Нової Гвінеї та на острови Південних морів і Полінезії. Праці планувалось друкувати російською й англійською мовами. 24 травня відплив назад у супроводі дружини та двох синів. Повернувся в Росію через Італію та Відень; доставив зоологічні й анатомічні колекції.

### Останнє повернення до Російської імперії
З липня 1887 до квітня 1888 років Миклухо-Маклай перебував у Петербурзі. За час поїздки до Австралії здоров'я вченого, яке було дуже поганим, поліпшилось, але згодом він знову відчув посилення хвороби. В серпні 1887 року вдруге виїжджав у малинський маєток до матері. В лютому-березні 1888 року вчений перебував на лікуванні в клініці Віліє при Військово-медичній академії під наглядом знаменитого лікаря — професора Боткіна. В останні місяці свого життя Миклухо-Маклай робив спроби продовжити роботу над першим і другим томами «Подорожей», підготував останні статті — «Острівець Андра» та «На декілька днів до Австралії»; склав автобіографію; обмінювався листами з Л. М. Толстим.

### Смерть

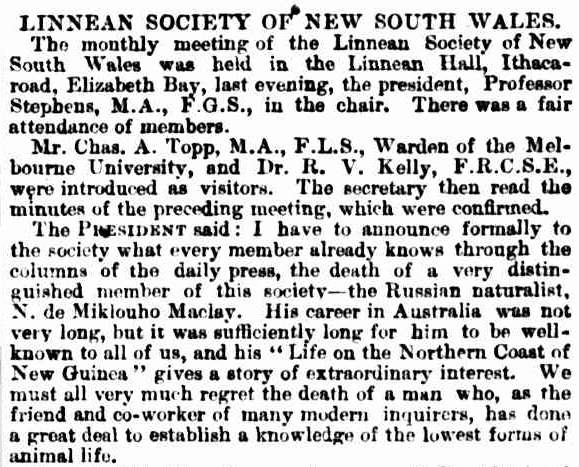
Оголошення про смерть Миклухи-Маклая на засіданні Ліннеївського товариства Нового Південного Уельсу, 25 квітня 1888 року

Помер Миклухо-Маклай на лікарняному ліжку 2 (14) квітня 1888 року о 20-й годині 15 хвилин. Похований на Волковському кладовищі в Петербурзі 5 (17) квітня. Світова преса вийшла з численними заголовками телеграм і некрологами на смерть видатного мандрівника. 25 квітня головуючий на чергових щомісячних зборах, президент Ліннеївського товариства Нового Південного Уельсу, професор Вільям Джон Стівенс (англ. William John Stephens) виголосив прощальне слово з приводу смерті Миклухи-Маклая:

## Член наукових товариств
- Імператорське Російське Географічне товариство, з 1871 року (рос. Императорское Русское Географическое общество)
- Ліннеївське товариство Нового Південного Уельсу, з 1878 року (англ. Linnean Society of New South Wales)[25]
- Квінслендське Філософське товариство, з 1880 року (англ. Queensland Philosophical Society)[96]
- Сіднейська філія Австралійської Біологічної Асоціації (англ. Sydney Branch of the Australian Biological Association)[47]
- Географічне товариство Австралазії (англ. Geographical society of Australasia)[97]
- Філія проток Королівського Азійського товариства в Сінгапурі (англ. Straits Branch of the Royal Asiatic Society)[69]
- Королівське Фізичне товариство в Голландській Ост-Індії в Батавії (нід. Koninklijke Natuurkundige Vereeniging in Nederlandsch-Indië)[69]

## Адреси
- жовтень 1881 — лютий 1882, червень 1883 — лютий 1884, січень 1885 — лютий 1886 років: Морська біологічна станція, Сідней, Австралія (31 Pacific St, Watsons Bay, NSW, Australia)[28]
- березень — грудень 1884 року: резиденція «Вайомінг», Сідней, Австралія (25 Wharf Road, Birchgrove, NSW, Australia)[98]
- липень 1887 — 2 квітня 1888 років: будинок Брискорн (Галерна вулиця, 53, Санкт-Петербург, Росія).

## Вшанування пам'яті

### У науці
- В астрономії на честь вченого названо астероїд 3196 Маклай.
- Прізвище Миклухи-Маклая є частиною міжнародних наукових назв видів, які він виявив:
  - рослин з їстівними плодами з Нової Гвінеї — поутерія Pouteria maclayana[101] та банан Musa maclayi[102];
  - слимака Canefriula maclayiana[103].
- На його честь названий паразитичний вид оси Colastomion maclayi, віднайдений у Папуа Новій Гвінеї[104].

### Україна

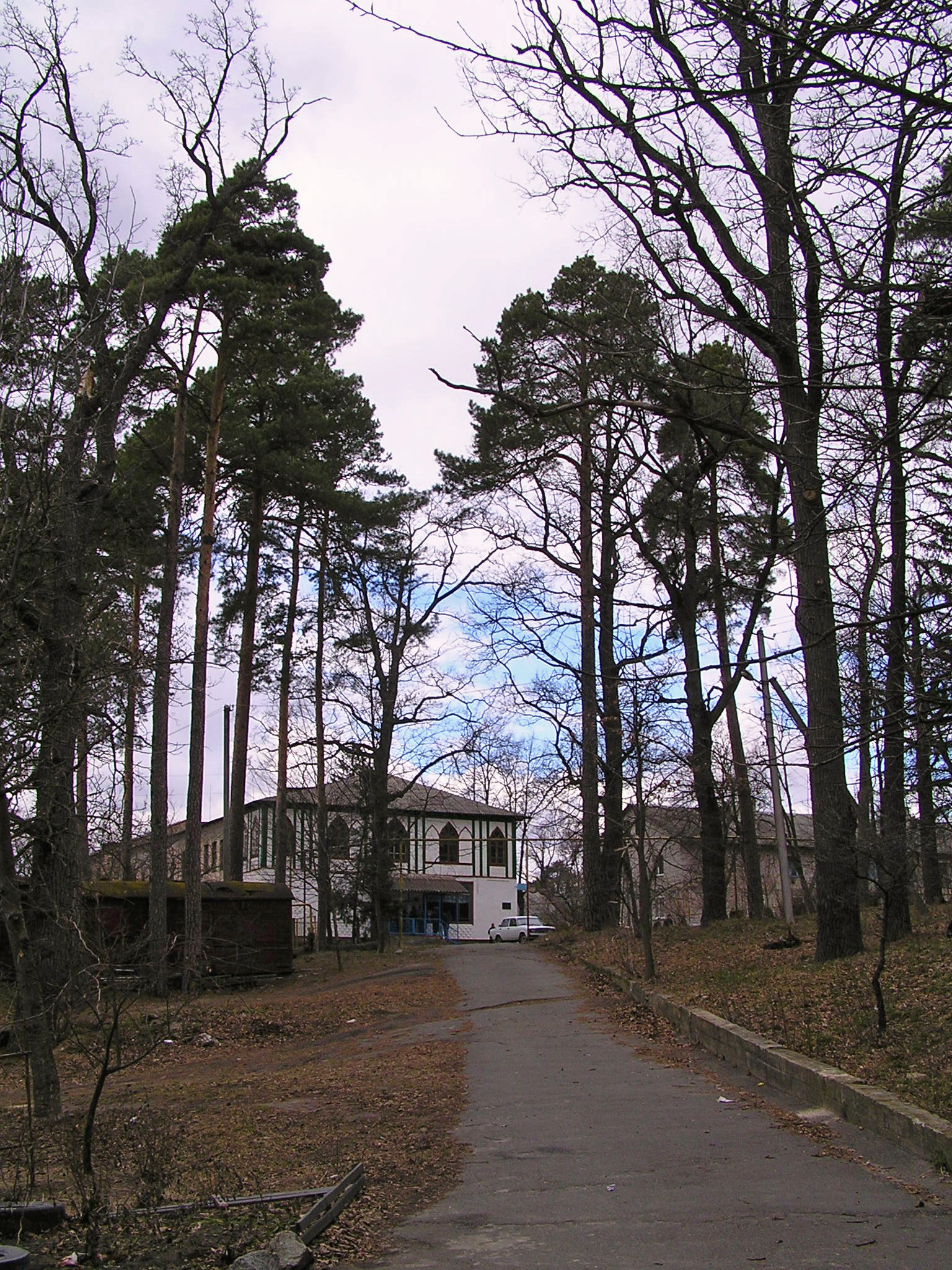
Територія загальнозоологічного заказника місцевого значення «Гамарня», в якому діє музей М. М. Миклухо-Маклая.

- Пам'ять про вченого і мандрівника зберігають у Малині. Ім'я Миклухо-Маклая носить одна із вулиць міста. У Малинському лісотехнічному коледжі в селі Гамарня, який розміщений в будинку, де жив брат Миколи Миколайовича — Михайло, діє музей, експонати якого розповідають про життя вченого, його родину та малинський період життя[106]. До Малина двічі, у 1980 та 1988 роках, приїздив з Австралії онук вченого Роберт Миклухо-Маклай.
- Від 1946 року у Львові є вулиця Миклухо-Маклая.
- 1971 року в Севастополі встановлено погруддя Миклухо-Маклая перед будівлею Інституту біології південних морів (скульптор Ольга Мінькова)[107].
- 1986 року, з нагоди святкування 140-річчя з дня народження вченого, у Малині відкрили пам'ятник М. М. Миклусі-Маклаю.
- 2011 рік Українським географічним товариством був оголошений Роком Миклухо-Маклая в Україні у зв'язку зі 165-річчям від дня народження[14].
- 28 травня 2024 року, у Всеукраїнський день краєзнавства, в місті Одесі на фасаді будинку № 36 по вулиці Пастера встановлено меморіальну дошку Миколі Миколайовичу Миклухо-Маклаю (1846—1888), який відвідував місто в 1869, 1886 та 1887 роках[108].

### Росія

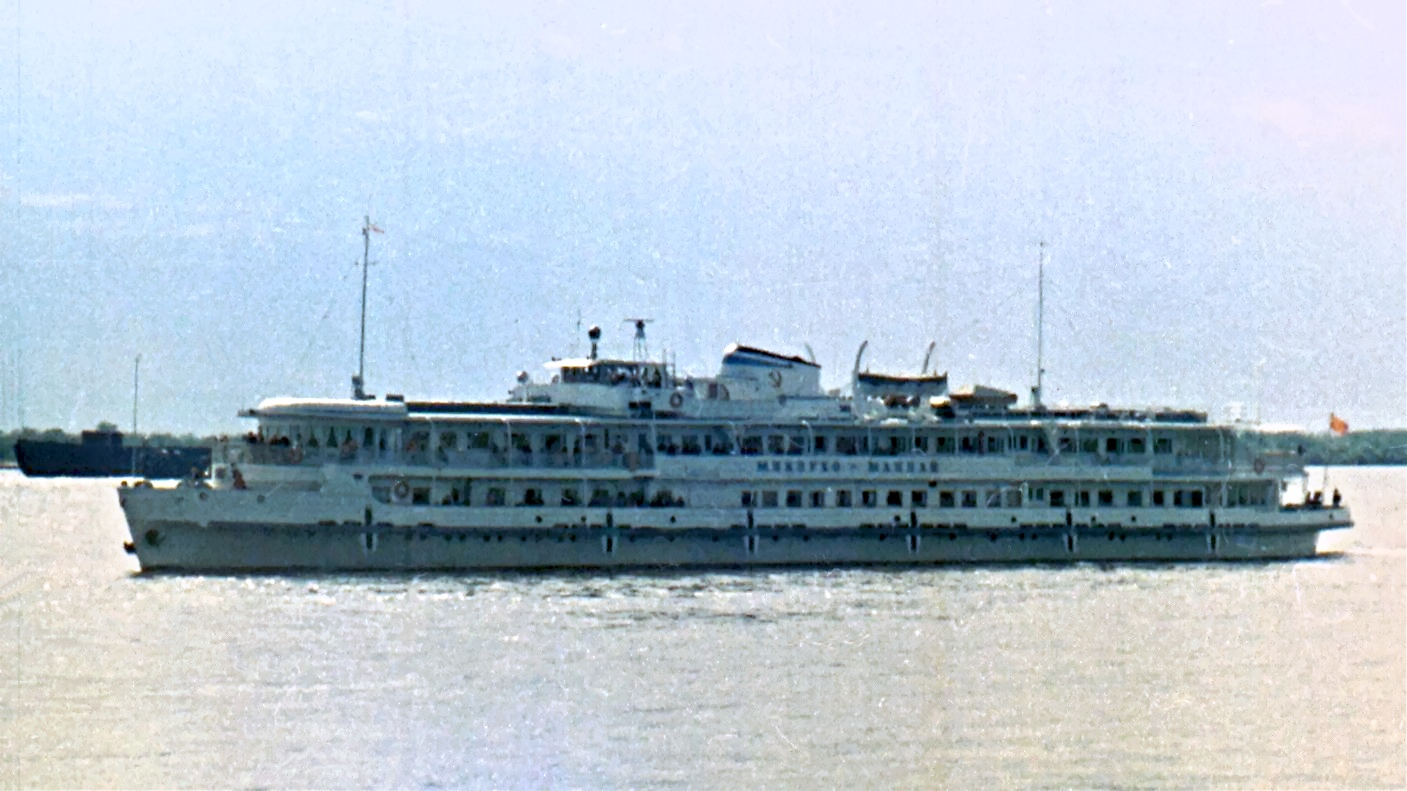
Теплохід «Миклухо-Маклай», Хабаровськ, 1982 рік

- Постановою Ради Міністрів СРСР № 167 від 29 січня 1947 року Інституту етнографії АН СРСР присвоєне ім'я М. М. Миклухо-Маклая[109].
- Рішенням Ради народних депутатів Окуловського району (Новгородська область, Російська Федерація) від 29 жовтня 2001 року вирішено створити Міжнародний Турнір з боксу, який отримав ім'я на честь Миколи Миколайовича Миклухи-Маклая. У першому турнірі брали участь 8 команд Новгородської і Ленінградської областей, Санкт-Петербурга та Естонії[110].

### Австралія
- 30 жовтня 1981 року тодішній ректор університету Сіднея сер Герман Блек на запрошення Товариства Миклухи-Маклая (англ. Miklouho-Maclay Society) виступив на зборах на честь сторіччя з дня заснування у затоці Вотсон-Бей Морської біологічної станції та відкрив меморіальну дошку на будівлі[28]:

1899 року станцію реквізувало Міністерство оборони для офіцерських казарм. У 1980-х роках Товариство безуспішно лобіювало перетворення будівлі на історичний архітектурний пам'ятник на згадку про наукову роботу Миклухи-Маклая. Сьогодні будівля використовується як приватна резиденція й відкрита для громадськості тільки в особливих випадках.
- 1988 року на пожертвування Товариства Миклухи-Маклая та Музею Маклея[en] (англ. Macleay Museum) заснована стипендія ім. Миклухи-Маклая, яку щорічно присуджує Сіднейський університет[111].
- 1996 року Комітет вшанування 150-річчя від дня народження Миклухи-Маклая встановив у Музеї Маклея в Сіднейському університеті погруддя мандрівника та ініціював надання парку в околиці Сіднея Берчгров[en] (англ. Birchgrove), недалеко від резиденції «Вайомінг», де мешкав вчений, імені Миклухи-Маклая[112].

### Папуа Нова Гвінея
- Берег Маклая (англ. Maclay Coast)[21] і Річка Маклая (англ. Makley River)[113], названі ім'ям вченого, зберегли його й дотепер.
- У місті Маданг є вулиця, названа ім'ям вченого (англ. Nicholai Maclay Drive)[114].
- 16 грудня 1970 року до затоки Астролябія прибуло радянське науково-дослідне судно «Витязь», яке перебувало в круїзі під егідою Академії наук СРСР. Моряки встановили пам'ятну дошку на місці, де висадився Миклухо-Маклай[115].
- 2000 року в поселенні Бонгу, в якому не раз перебував науковець-мандрівник під час своїх подорожей, встановлений пам'ятник Миклусі-Маклаю.

### Індонезія
- 2011 року в Джакарті встановлений пам'ятник Миклусі-Маклаю, якого в сучасній Індонезії вважають національним героєм[14].

## Образ у мистецтві

### Кіно, театр
- 1947 року на Московській кіностудії науково-популярних фільмів режисер Олександр Разумний зняв художній історико-біографічний фільм «Миклухо-Маклай»[116]. Цей фільм в австралійській пресі, зокрема сини Миклухи-Маклая — Олександр і Володимир, назвали пародією та чистою пропагандою[117].
- 1984 року вийшов на екрани трисерійний художній телефільм Юрія Соломіна «Берег його життя».
- 2003 року відбулася прем'єра першого українського мюзиклу бродвейського типу «Екватор». Режисер мюзиклу — театральний режисер Віктор Шулаков, композитор — Олександр Злотник, автор лібрето — поет-пісняр Олександр Вратарьов[118].
- 2017 року на «Українському радіо» у циклі передач «Світ радіодрами» вийшла радіодрама «Миклухо-Маклай з Чернігова»[119] за драматичною поемою Ігоря Павлюка «Таморус». Режисер-постановник та музичний редактор — Наталя Стрижевська.

### У літературі
- Згадується у вірші Роберта Н. Ганна «Пісня про дипротодона» (Robert N. Gunn «The Lay of the Diprotodon»), червень 1885 року. (англ.)
- Полтава Л. Подорожі і пригоди Миклухи-Маклая: Каарам-Тамо — людина з місяця [Архівовано 26 листопада 2021 у Wayback Machine.]. — Мюнхен: Українське Видавництво, 1955. — 55 с.
- Чуб Дм. З Новоґвінейських вражень: На слідах Миклухи-Маклая [Архівовано 2 квітня 2015 у Wayback Machine.]. — Мельборн: Ластівка, 1977. — 128 с.
- Чуб Дм. Слідами Миклухи-Маклая. — К.: Веселка, 1993. — 112 с. ISBN 5-301-01571-0
- Іванченко О. С. Дорогами Маклая [Архівовано 5 листопада 2016 у Wayback Machine.] / Пер. з рос. Л. Василенка. — К.: Молодь, 1987. — 363 с.
- Ростек Л., Вакуленко П. Микола Миклуха-Маклай: 150 років з дня народження [Архівовано 21 травня 2021 у Wayback Machine.]. — Б.м. (Австралія): Музей Українського Мистецтва в Австралії, 1996. — 46 с.
- Павлюк І. Маленьке мікровибране / Таморус: Драматизована поема // «Магма: Лірика і драматизовані поеми». — Львів: Світ, 2005. — С. 185—224. — 280 с.
- Андрій Кокотюха про Луї Буссенара, Томаса Майна Ріда, Миколу Миклухо-Маклая, Рафаеля Сабатіні, Роберта Луїса Стівенсона / А. Кокотюха; художник М. Німенко. Серія «Життя видатних дітей». — К.: Грані-Т, 2008. — 88 с. : ілюстр. ISBN 978-966-465-126-1 (в оправі). Книга для дітей, в якій автор розповів п'ять історій з життя відомих особистостей про їхнє дитинство та мандри.
- Корсак І. Запізніле кохання Миклухо-Маклая. — К.: Ярославів Вал, 2016. — 232 с.

### Монументи

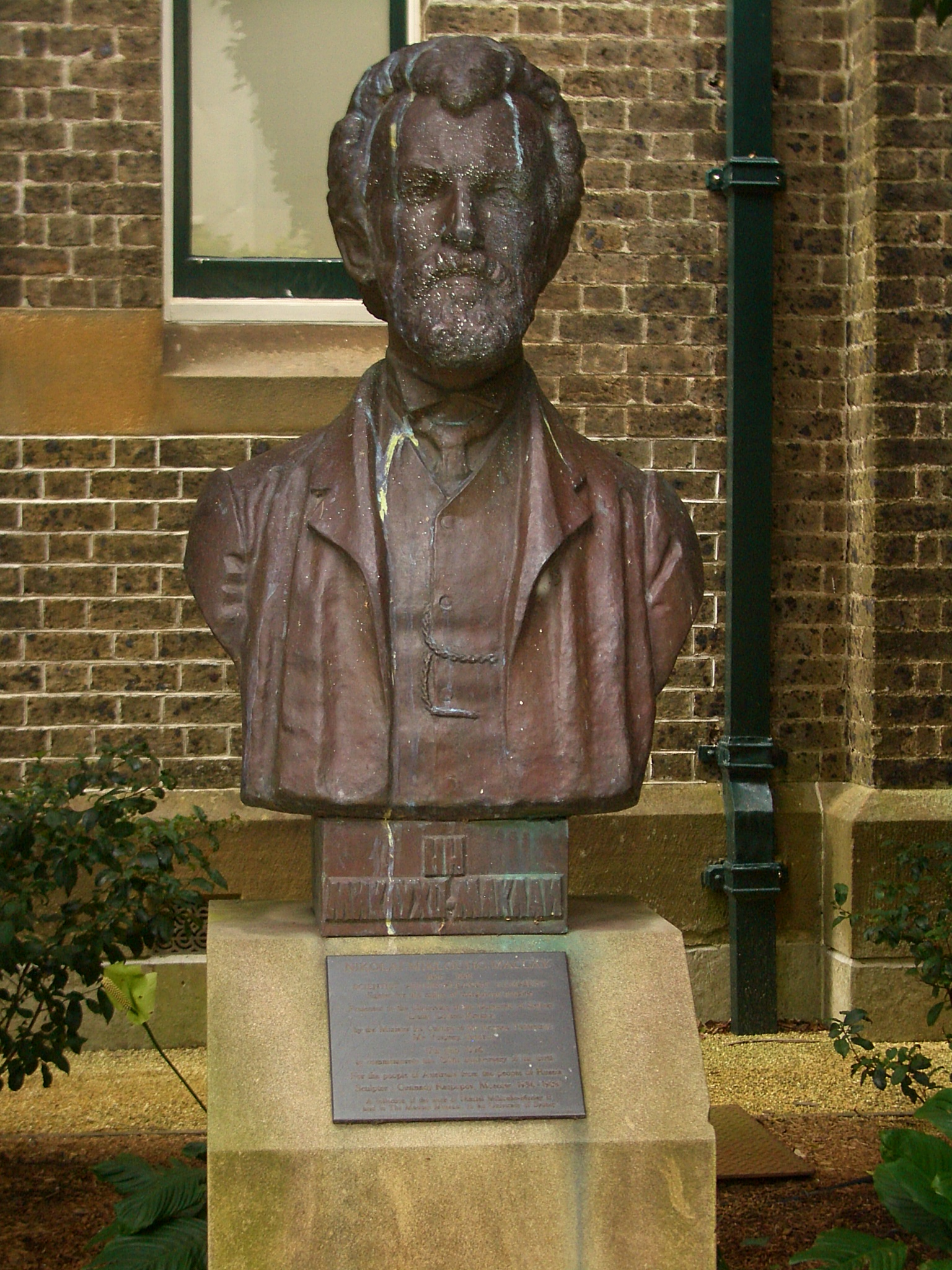
Погруддя у Сіднеї, Австралія
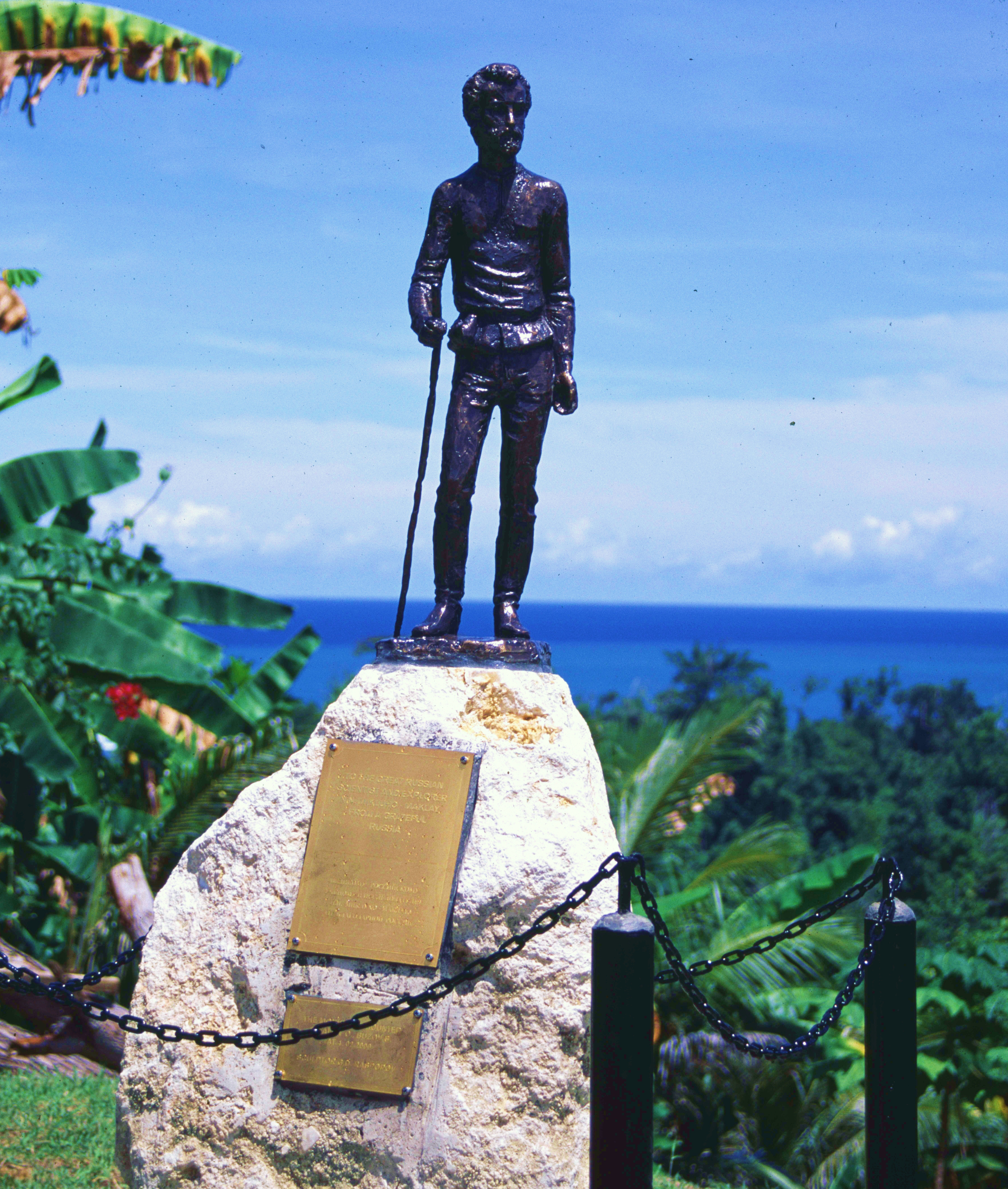
Пам'ятник у поселенні Бонгу, Папуа Нова Гвінея
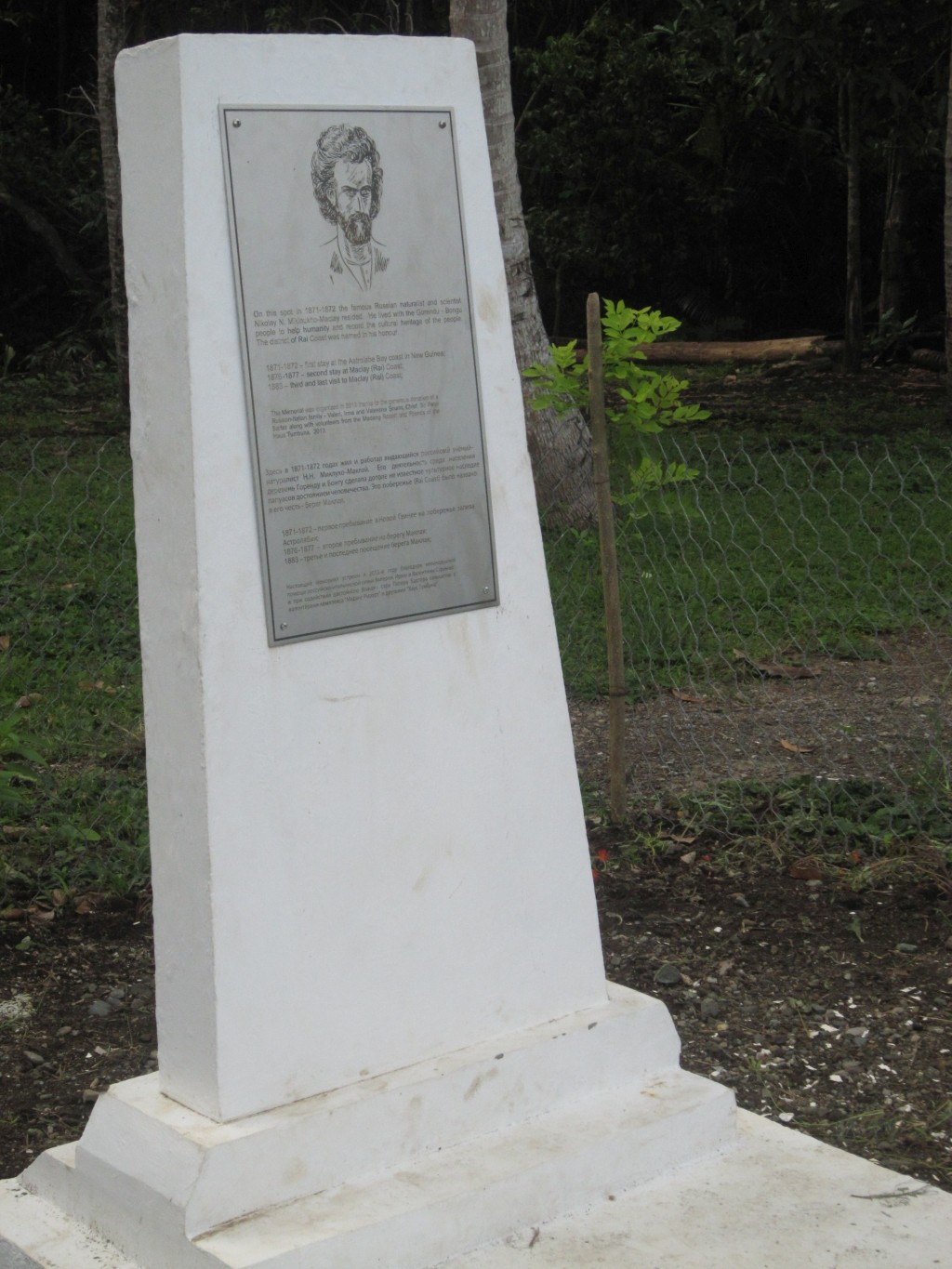
Пам'ятник поруч поселення Бонгу, Папуа Нова Гвінея
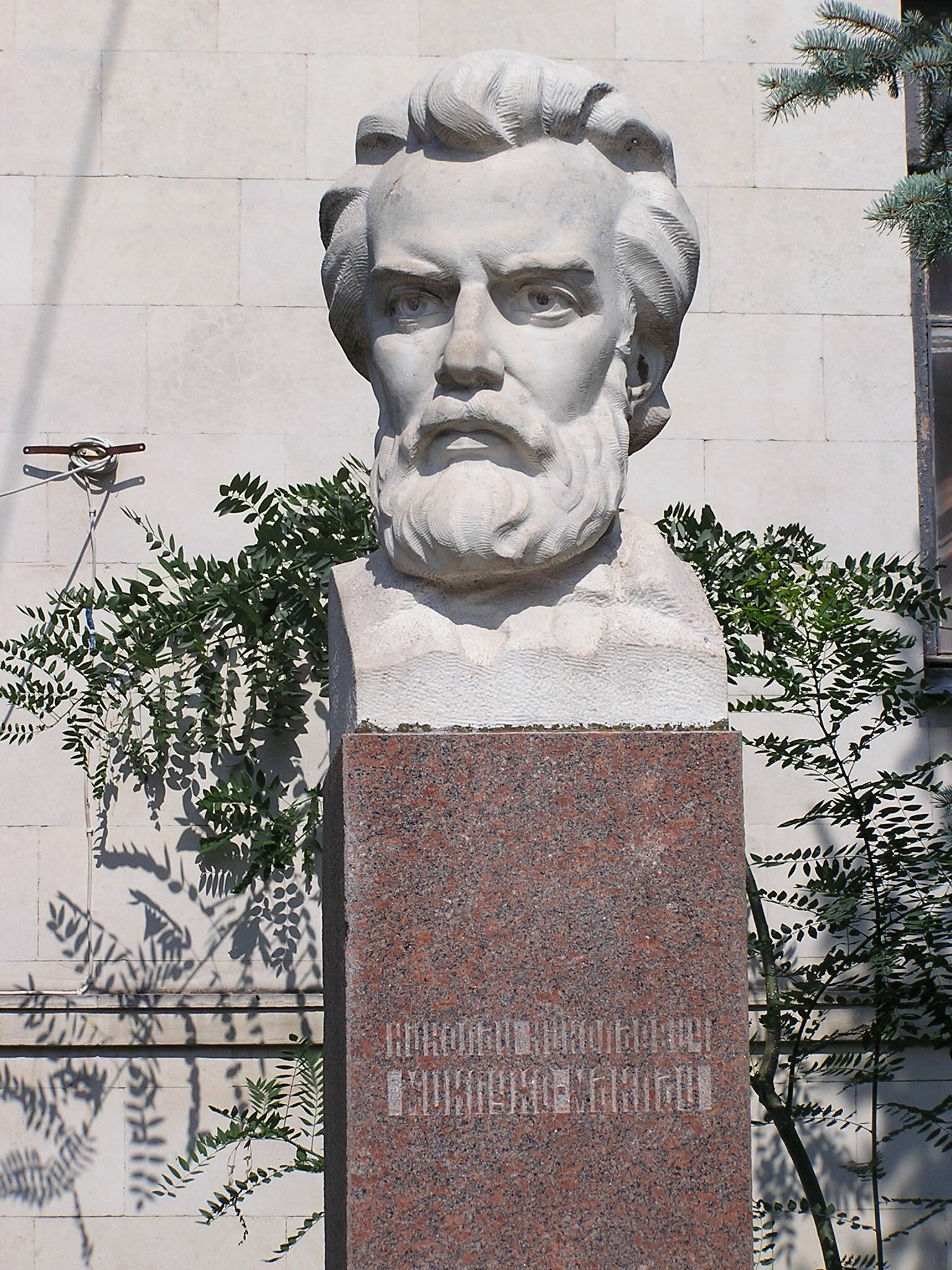
Погруддя у Севастополі в Інституті біології південних морів, Україна

### Графіка

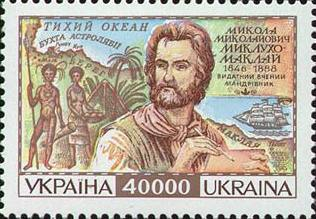
Поштова марка на честь 150-річчя від дня народження М. М. Миклухи-Маклая, Україна, 1996 рік
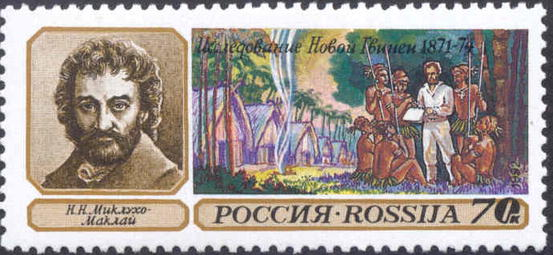
Поштова марка, Росія, 1993 рік
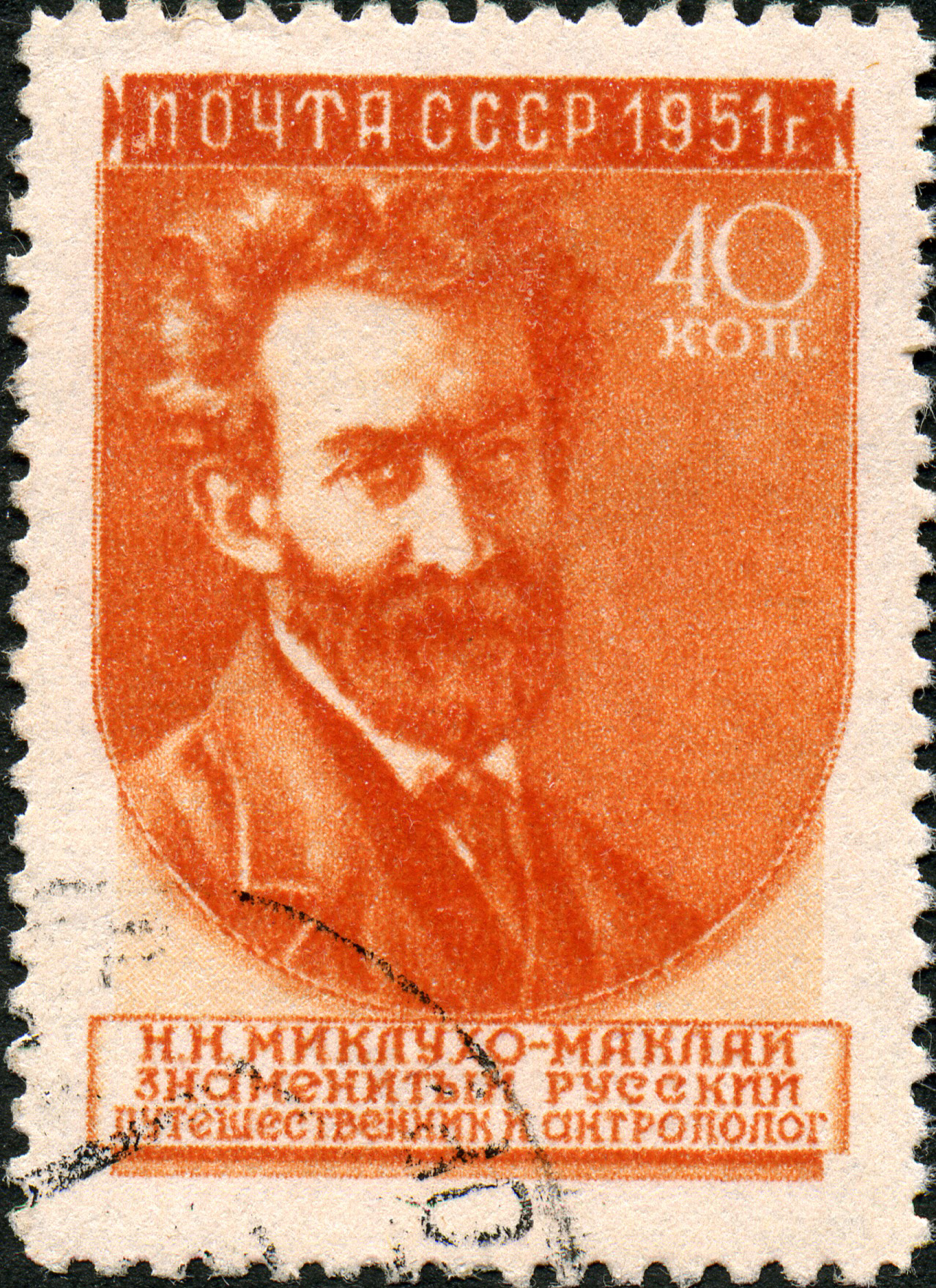
Поштова марка, СРСР, 1951 рік